# Falck (azienda)
La Falck è un'azienda italiana un tempo fra le più importanti società attive a livello nazionale nel settore siderurgico e, a partire dagli anni novanta, riconvertita alla produzione di energia elettrica, sia da fonti rinnovabili, sia da impianti di cogenerazione.
Venne fondata con il nome di Società anonima Acciaierie e Ferriere Lombarde nel 1906 a Milano da Giorgio Enrico Falck e altri soci. I primi e più importanti stabilimenti furono realizzati a Sesto San Giovanni. Dal 1931 l'azienda cambia nome in Acciaierie e Ferriere Lombarde Falck. Durante la direzione del direttore Generale Carlo Fattorini, professore e ingegnere meccanico  specializzato in siderurgia, nel 1943 le Acciaierie e Ferriere Lombarde Falck hanno prodotto acciai, ghisa e relativi prodotti lavorati e semilavorati. L'attività è rimasta stazionaria per quasi ottant'anni, fino alla crisi del settore di metà degli anni settanta, quando cominciò il declino dell'azienda che spense gli ultimi forni nel 1995.
A partire dall'inizio degli anni novanta, il Gruppo Falck si trasforma, occupandosi, sempre a guida Falck e tramite la consolidata Sondel, di investimenti nel campo della produzione di energia elettrica, affiancando alla storica produzione idroelettrica 600 MW quella di centrali di cogenerazione energia/vapore a gas, giungendo nel 2002 alla sola produzione d'energia rinnovabile. A Sesto San Giovanni è rimasta la sede operativa del Gruppo Falck, mentre la maggior parte delle aree una volta occupate dagli stabilimenti siderurgici è oggetto di riqualificazione.
Nel 2021 viene raggiunto un accordo con il fondo Infrastructure Investments del gruppo statunitense JP Morgan, che prevede la vendita del 60% del capitale della società Falck Renewables, fondata nel 2010 dalla famiglia Falck mediante la riorganizzazione della precedente Sondel e tra le più importanti nel campo dell'energia eolica.

## Storia

### Le origini

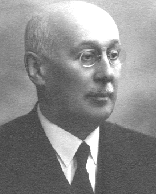
Il fondatore Giorgio Enrico Falck

I Falck cominciano l'attività siderurgica ben prima della fondazione dell'azienda di famiglia: il nonno del fondatore, il francese Georges Henri Falck nato nel 1802 a Wissembourg, nipote di Jean Didier Falck, maresciallo degli approvvigionamenti nell'esercito napoleonico della gendarmeria di Landau, era un ingegnere meccanico con una specializzazione in siderurgia. Svolse l'apprendistato a Mulhouse in Alsazia. Nel 1833 venne chiamato in Italia, come consulente alla ferriera Gaetano Rubini di Dongo della quale diverrà in seguito direttore. Tornerà in Francia nel 1865, lasciando la guida della ferriera al figlio Enrico, che nel 1863 aveva sposato una dei dodici eredi della ferriera, Irene Rubini. Nel 1866 nacque Giorgio Enrico Falck.
Dopo gli studi tecnici a Zurigo, Giorgio Enrico Falck, su volere della madre e dopo la morte del padre Enrico, venne mandato in Germania per un periodo di apprendistato. In Vestfalia e in Renania lavorò, anche manualmente, in alcuni stabilimenti siderurgici partecipando a tutte le fasi di produzione e lavorazione dell'acciaio, dall'altoforno, alla laminazione. Partecipò giovanissimo all'allestimento di alcuni impianti siderurgici in Finlandia e in Francia. Nel 1886, al rientro in Italia, Giorgio Enrico Falck si occupò della realizzazione dell'impianto di trafilatura vergella sopra Lecco. Nel 1888, a soli ventidue anni, assunse la direzione del laminatoio di Malavedo, fondato anni prima dal padre insieme a due soci.
Nel 1895, Giorgio Enrico Falck acquisì, insieme ai fratelli Redaelli, la Ferriera di Rogoredo. Gli industriali di allora erano scettici rispetto all'allestimento di un sito siderurgico lontano dalle valli lecchesi e bergamasche, dove risiedevano le maestranze più esperte e dove erano presenti dei, seppur miseri, giacimenti minerari. Ma Falck intuì come le nuove industrie siderurgiche dovessero insediarsi vicino alle grandi città, dove era reperibile un'economica materia prima, il rottame, e dove più alta era la richiesta di prodotti finali, i metalli e i semilavorati. Grazie ai primi forni Martin-Siemens installati a Rogoredo, l'uso del rottame, unito alla ghisa alpina, rese all'acciaieria dei risultati decisamente positivi. Nel 1901 all'acciaieria di Rogoredo viene affiancato un impianto per laminazione che realizza uno dei primi grandi progetti di Giorgio Enrico Falck: la realizzazione di un sistema integrato per l'intero ciclo produttivo, dalla fusione del rottame, alla realizzazione di semilavorati. Il suo progetto di ulteriore espansione però non trova l'accordo dei consoci e nel 1905 Falck lascia le Acciaierie Redaelli.

### La fondazione
Dopo i primi successi ottenuti nel settore, Giorgio Enrico Falck, sostenuto dal cognato Filippo e dallo zio Giulio Rubini, fondò il 26 gennaio 1906 la Società anonima Acciaierie e Ferriere Lombarde. Il capitale sociale iniziale ammontava a sei milioni di lire, costituito prevalentemente dall'apporto di due società, la ferriera di Vobarno di proprietà di Angelo Migliavacca e la ferriera Rubini di Dongo, storicamente legata alla famiglia Falck. La presidenza della nuova società andò al Migliavacca. Giorgio Enrico Falck assunse la carica di vice presidente con delega alla costruzione e all'avviamento degli impianti aziendali. La maggioranza azionaria restava alla Banca Commerciale Italiana.
Per espandere le nuove attività, Falck propose alcuni siti dove poter avviare i lavori di costruzione dei nuovi stabilimenti produttivi. Le opzioni proposte furono quattro: Treviglio, la Liguria, Lodi e il "primo tratto della strada settentrionale del ferro", ovvero tra Milano e Monza. Le prime due vennero scartate perché troppo lontane da Milano, centro di raccolta delle materie prime (rottami) e principale centro per la vendita e il consumo dei prodotti finiti. Lodi venne esclusa per evitare una potenziale concorrenza sleale, vista la vicinanza alle ferriere di Rogoredo, dove Falck aveva tra l'altro lavorato fino all'anno prima. La scelta definitiva cadde quindi su Sesto San Giovanni, località che vantava non pochi benefici: oltre alla vicinanza con Milano, era attraversata da una linea ferroviaria internazionale, collegata con la galleria ferroviaria del San Gottardo, che consentiva il collegamento diretto con Francia, Belgio e Lussemburgo, principali centri di estrazione mineraria dei materiali di lavorazione; disponeva di abbondanti fonti idriche, necessarie per la produzione ferriera; infine, grazie ai collegamenti garantiti dalla ferrovia Milano-Monza e dalla tranvia Milano-Monza, godeva di una buona accessibilità per la manodopera. Inoltre a Sesto San Giovanni avevano già avviato l'attività produttiva diverse altre aziende come la Breda, fondata nel 1886 e insediata a Sesto nel 1903, la Osva, fondata nel 1891, e la Ercole Marelli, fondata anch'essa nel 1891 e insediata a Sesto San Giovanni nel 1905. 

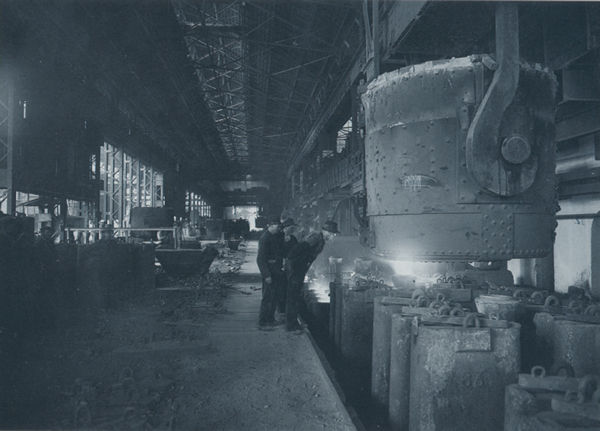
Una colata in lingottiera allo stabilimento Falck Unione di Sesto San Giovanni, anni trenta

A pochi giorni dalla fondazione, nel febbraio del 1906, vennero scelti e acquisiti i terreni sestesi di proprietà dell'ing. Attilio Franco, titolare delle omonime fonderie, e, su progetto di una società tedesca, venne avviata la costruzione dei fabbricati che avrebbero accolto i quattro forni Martin-Siemens e altri grossi laminatoi per la produzione di travi, binari per la ferrovia e altri ferri sagomati destinati a ulteriori sotto lavorazioni. I lavori per la realizzazione dello stabilimento videro un arresto quasi immediato, dovuto alla decisione di dismettere la vecchia stazione ferroviaria di Sesto, ormai inadeguata alla richiesta industriale, e costruirne una nuova e più adatta proprio su una parte dei terreni destinati agli impianti Falck. A causa di questo e di altri ritardi dovuti a scioperi e mancanza di personale, i lavori per la costruzione dello stabilimento durarono due anni, ma finalmente, nel marzo del 1908, venne messo in funzione il primo forno e nei mesi seguenti il primo laminatoio con ottimi risultati produttivi. Negli anni successivi, fino al 1914, vennero avviati gli altri tre forni Martin-Siemens, gli altri laminatoi, oltre alla centrale elettrica, alle officine meccaniche, alla cabina di trasformazione e alle caldaie a vapore. Nello stesso periodo vennero rimodernati gli stabilimenti di Dongo e Vobarno.

### L'espansione
La Banca Commerciale Italiana, principale azionista delle Acciaierie e Ferriere Lombarde, cercò di porre un freno alle mire espansionistiche di Giorgio Enrico Falck, anche in considerazione della grave crisi siderurgica prebellica. Gli altri ostacoli incontrati dal Falck furono di natura sindacale e sociale: i lavoratori dello stabilimento di Sesto facevano ostruzionismo, tanto da costringere le acciaierie, tra il 1909 e il 1910, a un serrata molto lunga. Infine, contro il progetto di espansione del Falck, si opposero anche alcuni soci, tra tutti l'ing. D'Amico. Le dispute societarie si risolsero nel 1911, quando D'Amico venne relegato alla supervisione degli stabilimenti di Dongo e Vobarno e Falck divenne direttore generale delle Acciaierie e Ferriere Lombarde, diventando de facto il solo padrone della società.
Nel 1911 la Acciaierie e Ferriere Lombarde incorporò la ferriera di Milano, in porta Romana, un importante produttore di tubi d'acciaio senza saldatura e altri diversi profilati. Il direttore della Ferriera di Milano, Ludovico Goisis, divenne uno stretto e leale collaboratore di Giorgio Enrico Falck. Intanto però la crisi del settore continuava. Falck nel 1912 cominciò una serie di licenziamenti di manodopera presso gli stabilimenti di Dongo, Vobarno, Sesto e Milano. Nel 1913 il socio anziano Redaelli propose al Falck di unirsi in consorzio con l'azienda tedesca Mannesmann, ma Falck rifiutò la possibilità, richiedendo anche un intervento governativo a tutela dei prodotti siderurgici italiani. La produzione degli stabilimenti non calava e anzi era raddoppiata nei primi sei anni: a Sesto erano impiegati 800 operai per una produzione annua di 80.000 tonnellate di acciaio; a Dongo, 500 dipendenti producevano 25.000 tonnellate annue di lamiera; a Milano c'erano 400 dipendenti e la produzione di lamiere raggiungeva le 25.000 tonnellate annue. Nel 1914 gli stabilimenti di Milano cominciarono a produrre tubi lunghi in grado di competere coi prodotti tedeschi della Mannesmann. La strategia di continua espansione del Falck era molto rischiosa, soprattutto se ostacolata dalle diverse crisi economiche degli inizi del Novecento, ma l'Europa e l'Italia stavano per entrare in guerra e questo portò a nuovi scenari di sviluppo.

### La prima guerra mondiale

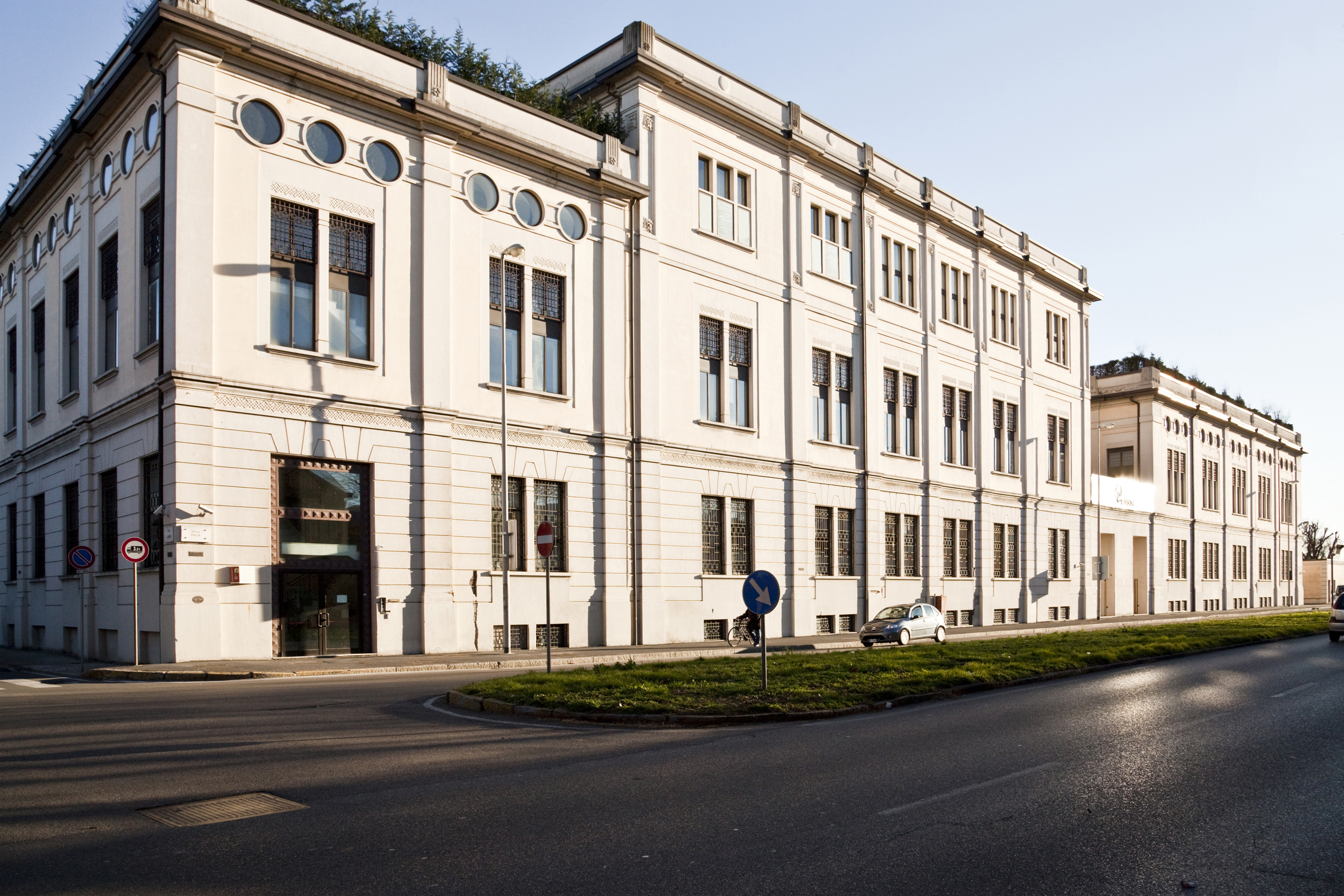
La centrale termica e ricevitrice elettrica a Sesto San Giovanni

Nel 1914, quando l'Italia non era ancora entrata in guerra, si presentarono difficoltà nel reperimento del carbon coke e dei minerali di ferro dalla Svizzera e dalla Germania, ma Falck aveva già avviato il suo progetto di produzione di acciaio dai rottami che stava sempre più rivelandosi una scelta vincente. Nel 1916 venne acquisita la Trafileria e Corderia Barelli a Sesto San Giovanni. Nel 1918 venne incorporata un'azienda metalmeccanica, la Franco Tosi: un passo importante verso l'integrazione verticale con i consumatori dell'acciaio. Nel 1919 la Falck aveva partecipazioni in altre famose aziende siderurgiche italiane: il 2,71% delle Acciaierie di Terni, lo 0,4% dell'Ilva.
Proprio durante il periodo bellico si intuì che il principale ostacolo all'espansione dell'industria italiana era il difficile reperimento delle fonti di energia. Grazie a un decreto del governo Boselli, noto come decreto Bonomi, vennero introdotti trattamenti favorevoli per le imprese che avessero costituito generatori, reti e impianti di distribuzione energetici propri. Falck decise di investire gli elevati profitti delle acciaierie nella produzione di energia idroelettrica e tra il 1916 e il 1919 venne costruita una centrale a Boffetto in Valtellina. A completamento degli impianti energetici venne costruito anche una centrale termica a Sesto San Giovanni, con annessa Ricevitrice dei Servizi Elettrici (RISE9, che distribuiva energia prodotta a Boffetto, e in seguito a Piateda con la centrale idroelettrica Venina, per convogliarla nella produzione siderurgica.

### Il primo dopoguerra
Dai primi anni venti lo stabilimento originario di Sesto, in seguito denominato Unione, con la sua acciaieria e i suoi laminatoi a caldo per profilati e barre, verrà ampliato. Ad esso verranno affiancati altri tre impianti: il Concordia con laminatoi a caldo per lamiere, il reparto per tubi saldati e la bulloneria; il Vittoria con il laminatoio a freddo e le trafilerie; e infine il Vulcano, con i forni elettrici per la lavorazione della ghisa che utilizzavano le ceneri di pirite e l'energia elettrica prodotta nei tempi morti dalle centrali aziendali. Sempre negli anni venti all'Unione vennero aggiunti altri due forni Martin-Siemens da 90 tonnellate. Lo stabilimento Unione di Sesto divenne la più grande acciaieria italiana, davanti agli stabilimenti della Fiat a Torino, dell'Ilva a Bagnoli e della Magona a Piombino. In pochi anni raggiunsero il compimento due principi alla base del progetto di Giorgio Enrico Falck: l'accentramento della produzione di acciai grezzi in un solo centro in pianura, che prevedesse specializzazione, adattamento e flessibilità verso il mercato; e la costruzione di impianti secondari che, accanto alle centrali elettriche, assicurassero gli approvvigionamenti in modo regolare, come lo stabilimento di Zogno, dove erano prodotti materiali refrattari e le miniere di ferro a Schilpario.
Negli anni fra le due guerre prese forma quello che in seguito verrà chiamato Gruppo Falck, che arrivò a controllare le Officine metallurgiche Broggi di Milano, nel 1922, i Cantieri Metallurgici Italiani di Castellammare di Stabia, nel 1924, le Trafilerie e corderie italiane di Lecco, l'Acciaieria e tubificio di Brescia (assieme all'Ilva). Dal 1935, su progetto di Bruno Falck vennero create le Acciaierie di Bolzano, dove veniva prodotta la rinomata Lama Bolzano. Anche a Sesto l'espansione non si arresta: nel 1933 allo stabilimento Vittoria venne affiancato lo stabilimento Vittoria S per la trafilatura a freddo. Nel 1931 la società cambiò la ragione sociale in Acciaierie e Ferriere Lombarde Falck, aggiungendovi il nome del fondatore, vero artefice del successo aziendale. L'aggiunta del nome Falck coincide anche con l'entrata nel consiglio di amministrazione della società dei figli di Giorgio Enrico, Enrico, Giovanni e Bruno Falck, nominati anche direttori centrali, nonché del genero del fondatore Giovanni Devoto. Ludovico Goisis venne nominato insieme al Falck direttore generale, a consolidamento dell'intesa ventennale.
Sempre in quegli anni, la Falck realizzò diverse iniziative paternalistiche a favore dei propri lavoratori e delle loro famiglie, specialmente a Sesto San Giovanni, ma non solo. Nel 1918 venne costruito l'Albergo Operaio Falck proprio di fronte alla portineria dello stabilimento Unione, destinato ai cosiddetti "pendolari permanenti": operai provenienti per la maggior parte dalle valli lecchesi e bergamasche che a causa dei turni imposti dall'acciaieria tornavano a casa solo il sabato. A partire dagli anni venti l'azienda costruì diverse palazzine ad uso abitativo sparse per la città e vicine alle fabbriche. Nel 1923 realizzò un campo sportivo. Negli anni trenta verrà completato il Villaggio Falck, un vero e proprio nuovo quartiere per ospitare i dipendenti. Il Villaggio Falck disponeva di una scuola materna e di una scuola elementare, dove a partire dagli anni cinquanta verrà praticato il metodo Montessori, e di una scuola media gestita direttamente da personale Falck. Nel 1939 viene costruito il Villaggio Diaz conosciuto anche come Quartiere giardino. Vennero istituite inoltre colonie estive e borse di studio per i figli dei dipendenti, mutue interne per cure mediche agevolate e soggiorni termali per i lavoratori. Le iniziative paternalistiche delle acciaierie Falck superarono spesso, sia in qualità che in quantità, le iniziative socio-assistenziali fasciste, prima, e repubblicane, poi. Anche a Vobarno vennero attuate diverse iniziative della stessa natura: la formazione professionale, la casa di riposo e il sostegno ai diversi gruppi sociali e sportivi locali.

### Seconda metà del Novecento
Durante la seconda guerra mondiale, a causa della contrazione della domanda di prodotti per uso civile, il Gruppo fu costretto a ridurre le sue attività per poi ripartire al termine del conflitto sulla spinta delle iniziative economiche promosse dal Piano Marshall.
Il 30 aprile 1945 Giorgio Enrico decise di lasciare la presidenza del Gruppo al figlio Enrico che, dopo appena due anni, preferì affidare l'incarico al fratello Giovanni, così da potersi dedicare più assiduamente alla vita politica. Negli anni dell'occupazione tedesca Enrico aveva fatto parte del movimento di resistenza cattolica. Nella sua casa di via Tamburini 1 a Milano, il 29 settembre 1942, nacque la Democrazia Cristiana, dalla fusione del Partito Popolare di Don Sturzo e il Movimento Neoguelfo di Malvestiti. Enrico divenne senatore nella I legislatura ed eletto nel Collegio di Lecco prima di morire prematuramente nel 1953.

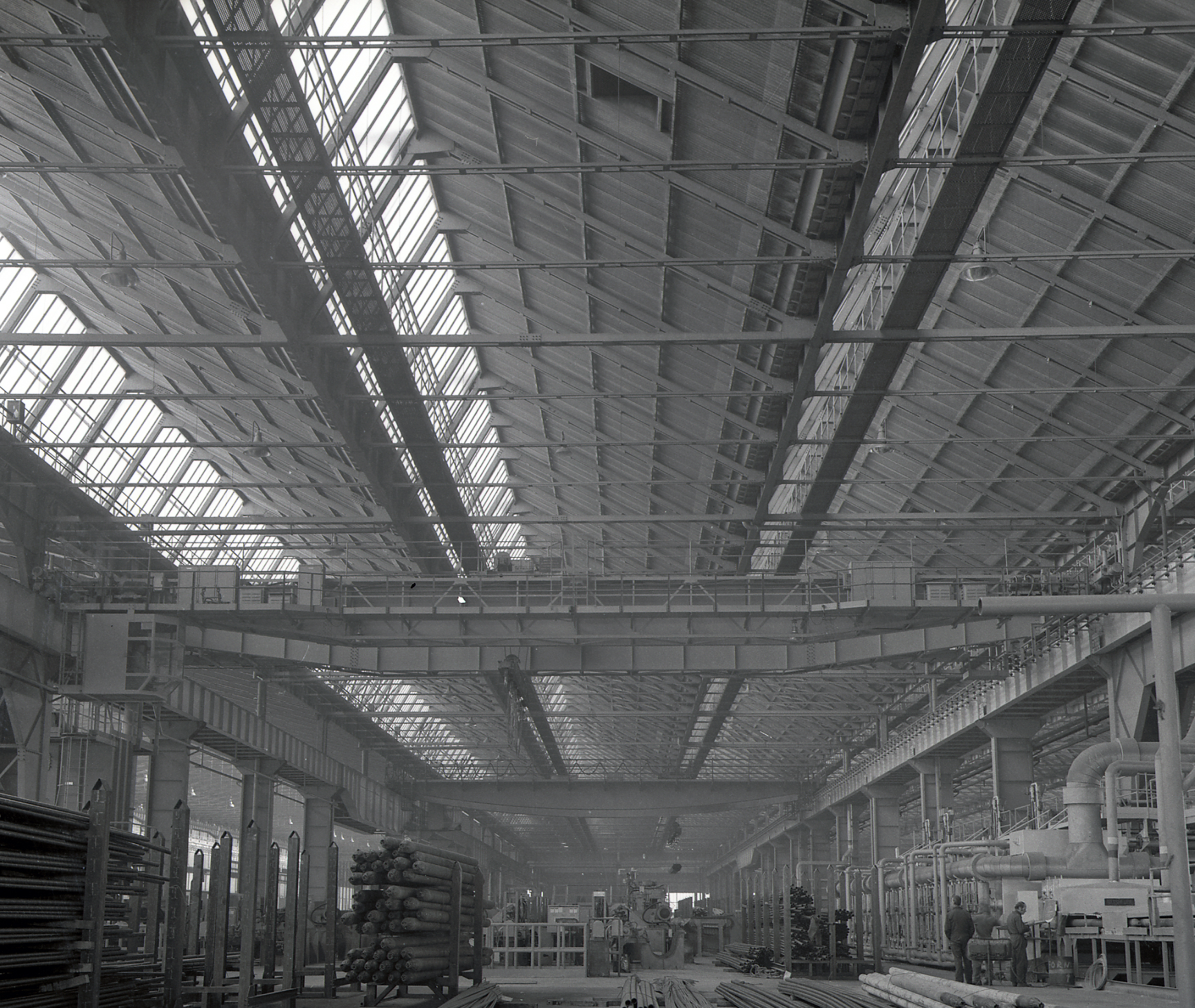
Scorcio dello stabilimento di Arcore, fine anni '60

Sotto la gestione di Giovanni Falck, forte della spinta economica promossa nascita dalla CECA, ovvero il trattato che istituì in Europa il mercato comune del carbone e dell'acciaio, tramite l'abolizione delle barriere doganali e le restrizioni quantitative che frenavano la libera circolazione di queste merci, il Gruppo avviò al pari di altre società siderurgiche del vecchio continente un vasto programma di investimenti, prevedendo l'esportazione dell'acciaio anche nei mercati esteri: Germania, Stati Uniti, Europa Orientale, URSS. Inoltre, con l'espansione dell'industria automobilistica, l'azienda divenne il principale fornitore di cuscinetti coprendo il 50% della richiesta nazionale. Nel 1952 nello stabilimento Unione di Sesto San Giovani furono installati i primi due forni elettrici alimentati a rottame. Nel 1963, in forte espansione, il titolo Falck entrò nell'orbita finanziaria, venendo quotato alla Borsa di Milano. Nel 1965, con l'attivazione del comparto Concordia, la Falck raggiunse a Sesto San Giovanni la massima espansione territoriale: tre milioni di metri quadri di superficie con 385.000 mq, seguirono ulteriori iniziative di ampliamento della capacità produttiva in altri siti. Dal secondo dopoguerra l'impiego del personale nelle acciaierie Falck oscillò dai 15.000 addetti del 1947 alle 13.000 unità del 1970. Nel 1971 il Gruppo Falck fu riconosciuto come la maggiore impresa privata siderurgica in Italia.
Nel corso dell'anno 1972 Giovanni Falck passò la presidenza delle acciaierie al fratello terzogenito Bruno, il quale gestì il Gruppo industriale sino al 1982, quando il testimone fu affidato ai nipoti Alberto e Giorgio. Il 28 novembre 1980 il direttore dello stabilimento Unione di Sesto San Giovanni Manfredo Mazzanti fu assassinato dalla Colonna Walter Alasia delle Brigate Rosse.

### Dalla siderurgia alle energie rinnovabili
Con l'affacciarsi della crisi della siderurgia, dalla metà degli anni settanta in poi, la Falck andò incontro a gravi perdite di bilancio e a dover fare i conti con una sovrastruttura degli impianti di produzione rispetto alle naturali esigenze di mercato, tanto da spingere la società a chiudere una dopo l'altra tutte le attività legate alla produzione di acciaio e dedicate al trattamento dei rottami ferrosi, prevedendo al contempo una graduale riduzione della forza lavoro impiegata nei reparti. Nel 1976, chiuse a Sesto San Giovanni il comparto Vulcano, specializzato per la produzione di ghisa e leghe di ferro, si tentò intanto un piano di salvataggio di alcuni asset industriali giudicati ancora rilevanti ma la presenza di varie correnti di pensiero ai vertici dell'azienda, il contrasto fra azienda e sindacati, la concorrenza del prezzo dell'acciaio importato dai paesi emergenti (in particolar modo dopo la caduta del muro di Berlino), i nuovi regolamenti comunitari dell'UE, oltre alle accuse di inquinamento e di scarsa tutela della sicurezza nei confronti dei lavoratori finirono per porre fine all'epopea della siderurgia Falck, che dagli anni novanta ha spostato i propri investimenti nel mercato della produzione di energia elettrica tramite la controllata Sondel fino al 2000, quando tale settore è divenuto l'attività principale, in particolare focalizzando l'attenzione nel settore delle energie rinnovabili. Il titolo dell'azienda uscirà dalle negoziazioni del mercato borsistico il 10 luglio 2001.

### Sviluppo delle energie rinnovabili dal 2000
Nel 2003 viene inaugurata a Rende (CS), Contrada Cancello Magdalone, la centrale elettrica a biomasse Ecosesto gestito da Actelios SpA, a quel tempo, uno dei pochi impianti a biomasse. La centrale viene alimentata con risorse locali come i residui della lavorazione del legno, prelievi dalla foresta della Sila e sansa proveniente dalle olive dopo l'estrazione dell'olio. L'unità aveva una potenza di 13,3 MW, di cui 12 MW destinati alla rete elettrica nazionale.
Il 3 ottobre 2007 viene inaugurato a Rende (CS) un impianto fotovoltaico da 1 000 kW. E composto da 5.486 pannelli, ognuna con 48 celle al silicio forniti dalla Siemens. È costato 7,1 milioni di euro per un anno di lavoro.
A San Sostene (CZ) nel 2010 è entrato in funzione un parco eolico.
Nel 2014, l'unità a biomasse viene integrata con un campo solare a concentrazione secondo lo schema Helios, incrementando così la potenza dell'unità a 14 MW. Il progetto Helios integrava il solare a concentrazione in un impianto già operativo nella produzione di energia da biomasse, un approccio noto anche con l'acronimo ISCC (Integrated Solar Combined Cycle). Lo sviluppo di Helios è il risultato della collaborazione della Falck con la Elianto Srl del Centro di ricerca, sviluppo e studi superiori in Sardegna (CRS4),  un centro fondato nel 1990 e inizialmente guidato dal premio Nobel per la Fisica Carlo Rubbia (fino al 1999). La sezione solare è composta di specchi piani (specchi Fresnel) che, opportunamente inclinati per mezzo di un sistema automatico di regolazione, concentrano i raggi solari su tubi sospesi all’interno del quale il fluido riscaldato poi scorre fino ad uno scambiatore nell’impianto a biomasse, cui cede la propria energia. Il calore di scarto della sezione termoelettrica viene fornito al campo solare, per preriscaldare il fluido al mattino e ottimizzare l'efficienza.

## Genealogia della famiglia Falck
- Jean Falck, industriale cotoniero in Alsazia
- Georges Henri Falck (Wissembourg, 1802 - 7 aprile 1885), ingegnere, consulente della Gaetano Rubini e Figlio

- Enrico Falck (Cernay, 13 dicembre 1827 - Lecco, 4 settembre 1878); sp. Como, 20 aprile 1863, Irene Rubini (1840-1919), figlia di Giuseppe Rubini delle ferriere Rubini

- Luigia Falck (Dongo, 26 febbraio 1865 - 1910) sp. 1884 Costante Redaelli, industriale
- Camilla Falck (Dongo, 4 giugno 1869 - 22 dicembre 1942)
- Giorgio Enrico Falck (Dongo, 12 maggio 1866 - Sanremo, 12 gennaio 1947), fondatore della Società Anonima Acciaierie e Ferriere Lombarde, Senatore del Regno; sp. Irene Bertarelli

- Enrico Falck (Lecco, 21 gennaio 1899 - Milano, 15 giugno 1953), presidente delle Acciaierie Falck fino al 1948, Senatore DC; sp. nel 1933 Camilla Ciceri (2 ottobre 1912 - 25 ottobre 1988)

- Orietta Falck sp. Agostini
- Luisa Falck (17 novembre 1936 - 20 settembre 1944)
- Chiara Falck
- Irene Falck sp. Pellegrini
- Alberto Falck (Mandello del Lario, 19 giugno 1938 - Milano, 3 novembre 2003), presidente delle Acciaierie Falck (1982-2003) sp. Cecilia Gräfin von Collalto und San Salvatore (Vienna, 15 settembre 1941 - Milano, 14 luglio 2015)

- Elisabeth Falck (1972)
- Enrico Falck (1975), presidente del Gruppo Falck dal 2013 a oggi
- Alessandro Falck (1976)

- Federico Falck (1949), presidente delle Acciaierie Falck dal 2003 al 2013

- Irene Falck (1982)
- Paolo Falck (1985)

- Giovanni Falck (Mandello del Lario, 16 settembre 1900 - Milano, 6 gennaio 1972), presidente delle Acciaierie Falck; sp. Amalia "Maly" Levi Da Zara (Padova, 8 gennaio 1915 - Montelattaia, 1º giugno 2003)

- Gioia Falck; sp. Carlo Marchi (12 giugno 1930 - 22 dicembre 2012), imprenditore fiorentino, da cui tre figli
  - Ferruccio Marchi
  - Filippo Marchi
  - Federico Marchi

- Giorgio Enrico Falck (Milano, 29 gennaio 1938 - Milano, 20 aprile 2004) sp. 1 Anna Cataldi (div.); sp. 2 l'attrice Rosanna Schiaffino (Genova, 25 novembre 1939 - Milano, 17 ottobre 2009) (div.); sp. 3 Silvia Urso (1962 - 2016)

- 1) Giovanni Falck (8 settembre 1965 - 2 agosto 1993)
- 1) Guia Falck
- 1) Giacaranda Caracciolo Falck, (riconosciuta da Carlo Caracciolo) sp. a Garavicchio, 22 giugno 1996 Fabio Borghese principe di Leonforte
- 2) Guido Nanni Falck (1981)
- 3) Giada Falck
- 3) Gaddo Enrico Falck

- Bruno Falck (Laorca di Lecco, 3 marzo 1902 - Milano, 10 febbraio 1993), presidente delle Acciaierie Falck (1972-1982)
- Giulia Falck (1910 - 27 febbraio 2007); sp. Giovanni Devoto (Genova, 10 novembre 1903 - Davos, 27 settembre 1944)

- Gianluca Devoto (Milano, 1934); sp. 1 Maria Albini (div); sp. 2 Marta Dassù

- 1) Alessandra Devoto
- 1) Francesca Devoto
- 1) Matteo Devoto
- 2) Chiara Devoto

- Gianluigi Devoto

- Stefano Devoto

- Anna Devoto

- Arianne Devoto
- Alice Devoto

## Stabilimenti storici

### Sesto San Giovanni

#### Stabilimento Unione

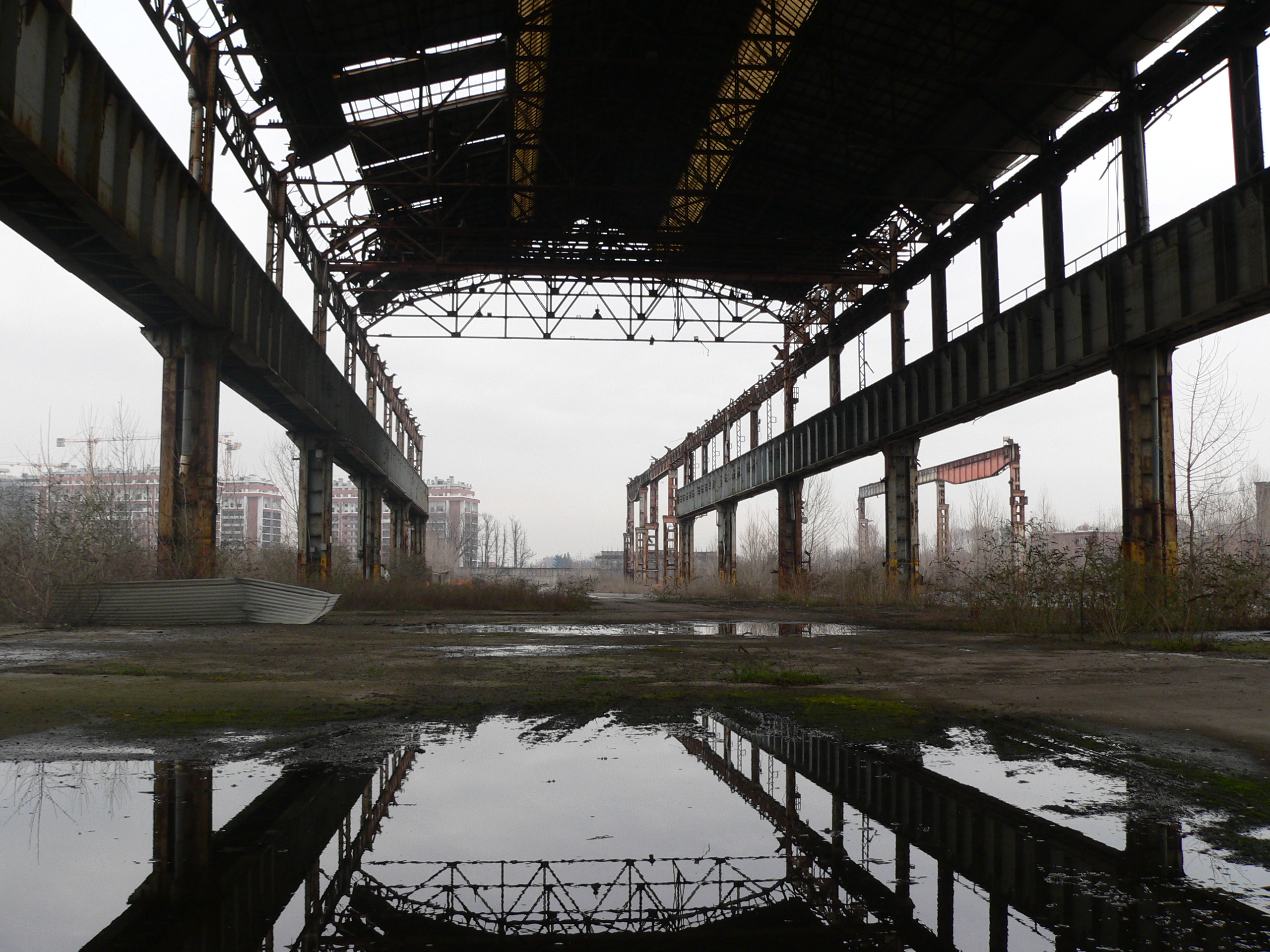
Il capannone bramme del comparto Unione di Sesto San Giovanni

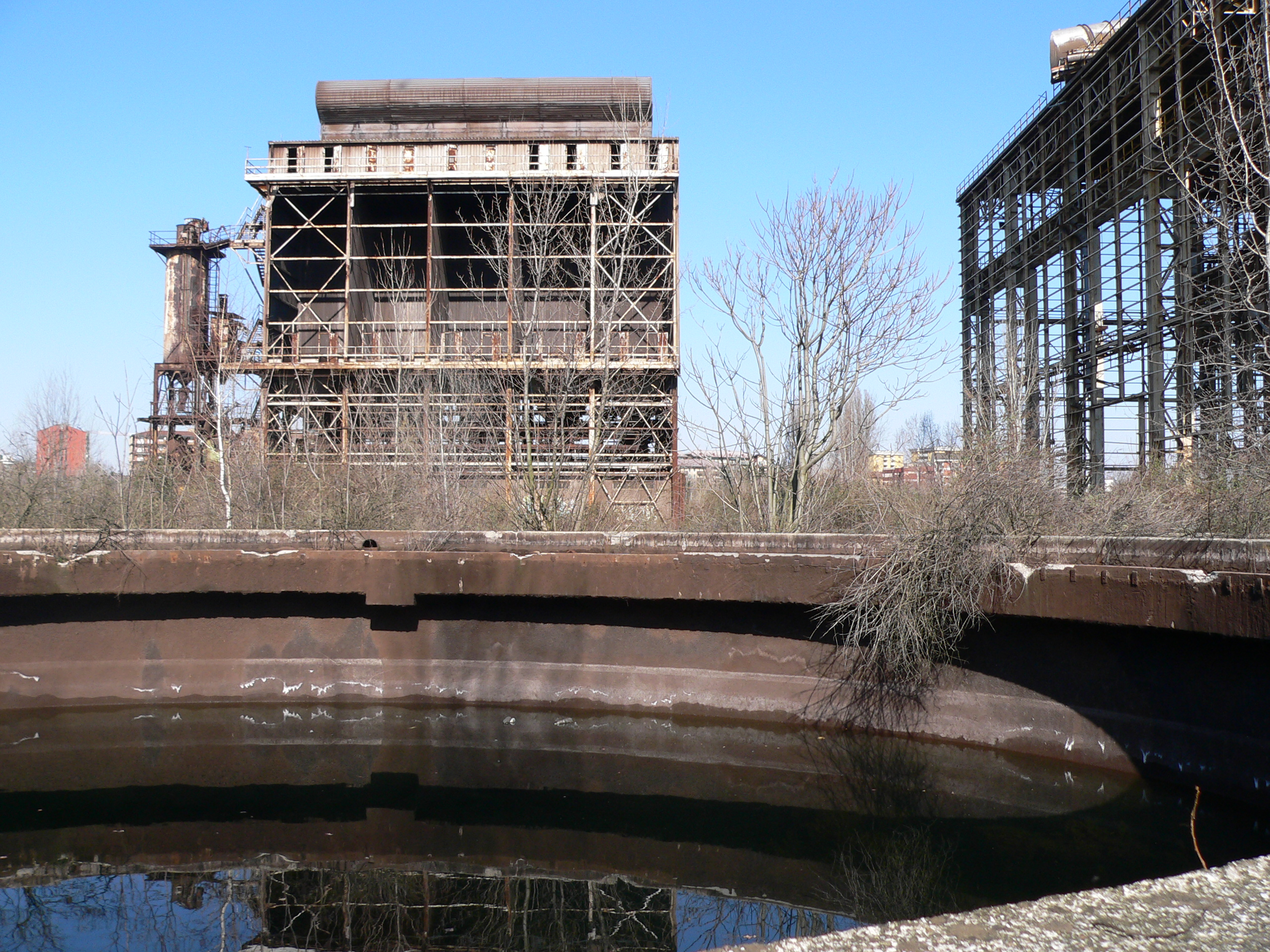
Depuratore fumi del comparto Unione

Situato a Sesto tra l'area della stazione ferroviaria e il viale Italia, lo stabilimento Unione è il primo della Falck nel comune lombardo. Nasce nel 1906 con la fondazione dell'azienda e sarà sempre il più grande del complesso. A partire dal 1908 è presente il primo forno Martin-Siemens, al quale se ne affiancherà un secondo nel 1910 sino al 1934, quando i forni diverranno sei, oltre ai tre treni di laminazione. I lavoratori addetti allo stabilimento saliranno nel 1948 fino a 5.000. Agli inizi degli anni '50 saranno 4.600 e scenderanno a 3700 a metà degli anni settanta con l'inizio della crisi siderurgica. Dell'area sono ancora visibili la Casa del Direttore, l'OMEC (Officine Meccaniche), il T3 Pagoda e il Capannone Bramme. Lo stabilimento Unione raggiunse nel suo momento di massima espansione i 935.000 m2.
Il depuratore fumi dell'Unione è un edificio ex industriale che sopravvive nell'area ex-Falck Unione. Era l'impianto per l'abbattimento e la depurazione fumi collegato con due grossi tubi al forno di fusione T3. L'aspirazione dei fumi durante il suo funzionamento, la carica del forno e la colata permettevano di limitare le emissioni di polveri in atmosfera.

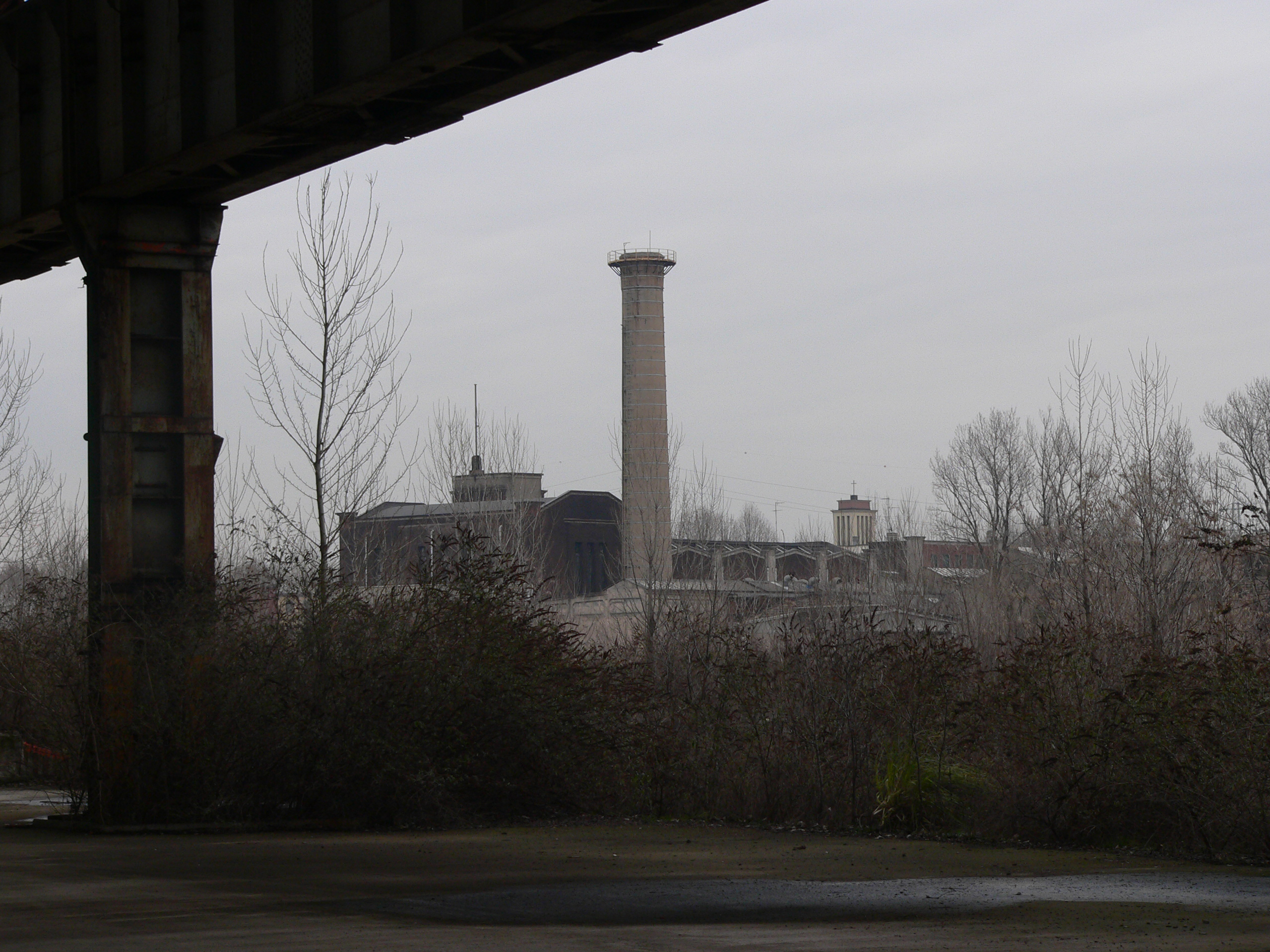
Centrale termoelettrica del comparto Unione

La centrale termoelettrica dello stabilimento Falck Unione, progettata nel 1930 dall'ingegner Mella, aveva funzione originaria di centrale elettrica per la distribuzione dell'elettricità agli stabilimenti Falck. La centrale produceva energia elettrica utilizzando gas o petrolio come combustibile. Negli anni sessanta venne poi adibita a sede di uffici. La progettazione architettonica dell'edificio ha ricevuto una particolare attenzione, con l'intento di conferirgli anche una funzione di rappresentanza nell'ambito del complesso produttivo a cui appartiene. L'edificio connota tuttora in misura rilevante il contesto circostante.

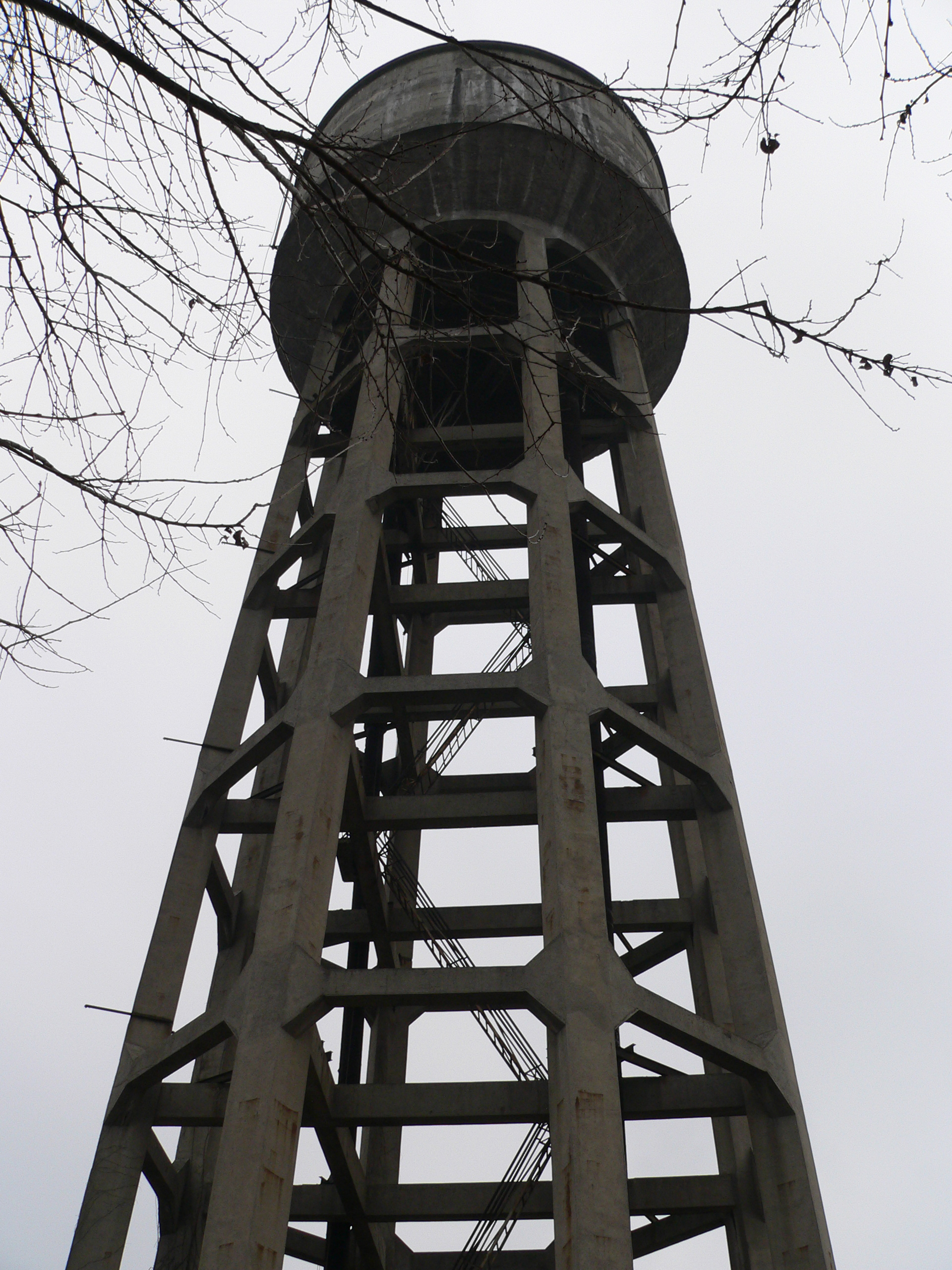
Torre piezometrica del comparto Unione

La torre piezometrica sorge nell'area ex Falck Unione di Sesto San Giovanni. È un serbatoio pensile e aveva il compito di convogliare grandi quantità di acqua di falda, poi utilizzate nella lavorazione dell'acciaio. Una tra le cause primarie dell'insediamento di Falck e di altre industrie siderurgiche a Sesto fu proprio la grande necessità e disponibilità d'acqua per gli impianti siderurgici. Questo edificio costituisce un importante caposaldo visivo a scala urbana. Datata intorno alla metà del XX secolo, è una delle torri che si potevano incontrare in ognuno dei quattro stabilimenti della produzione Falck.

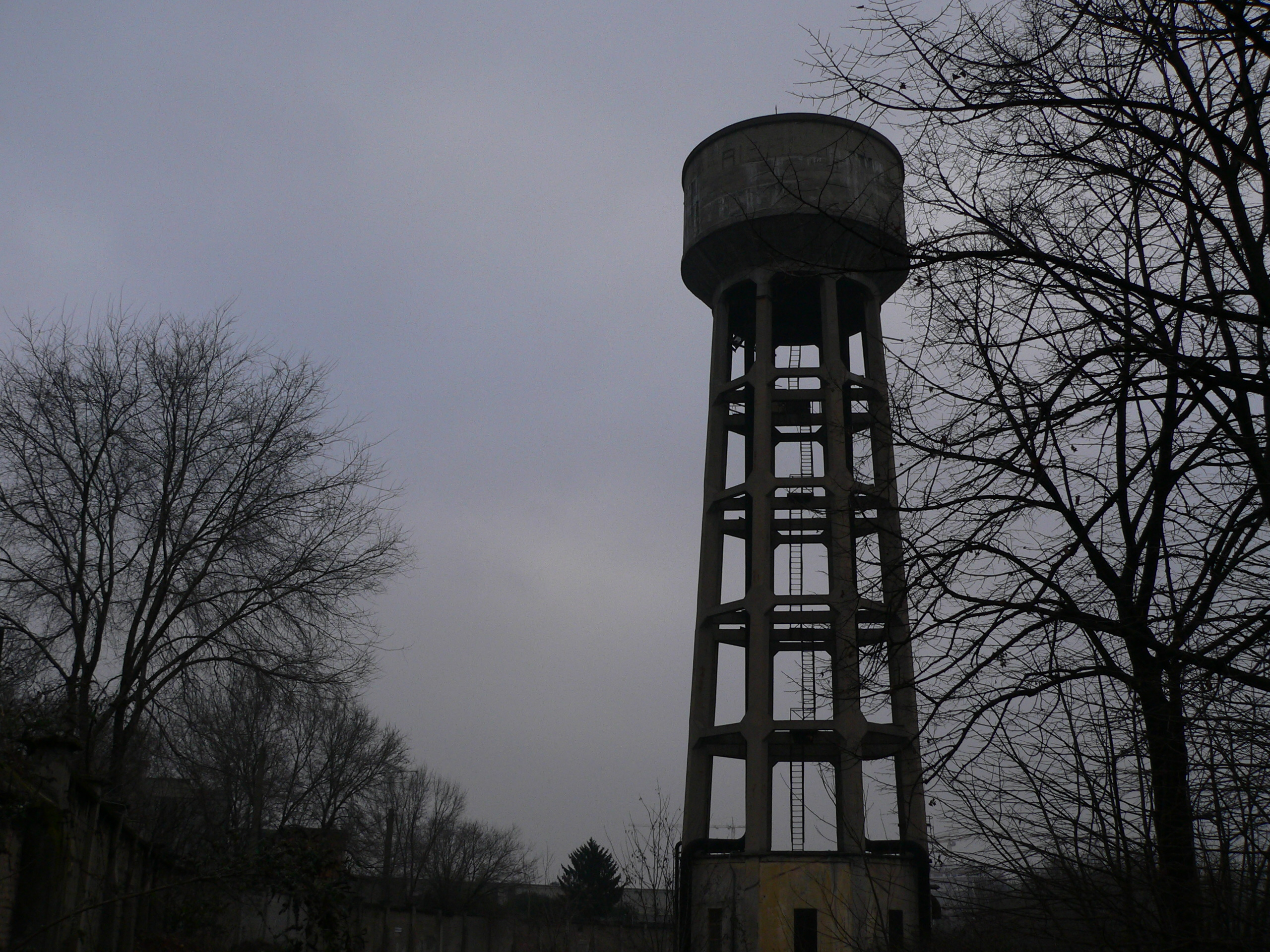
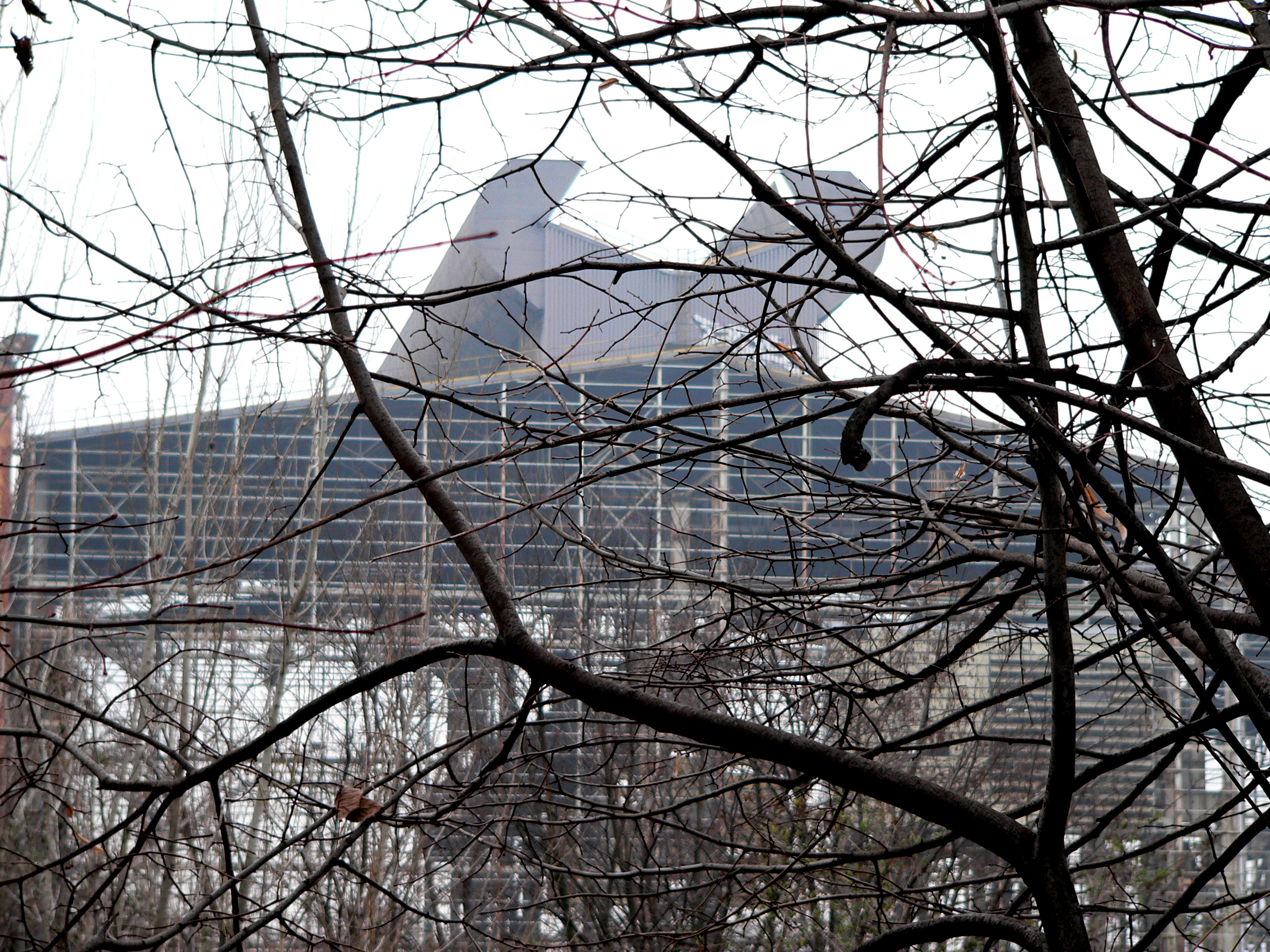
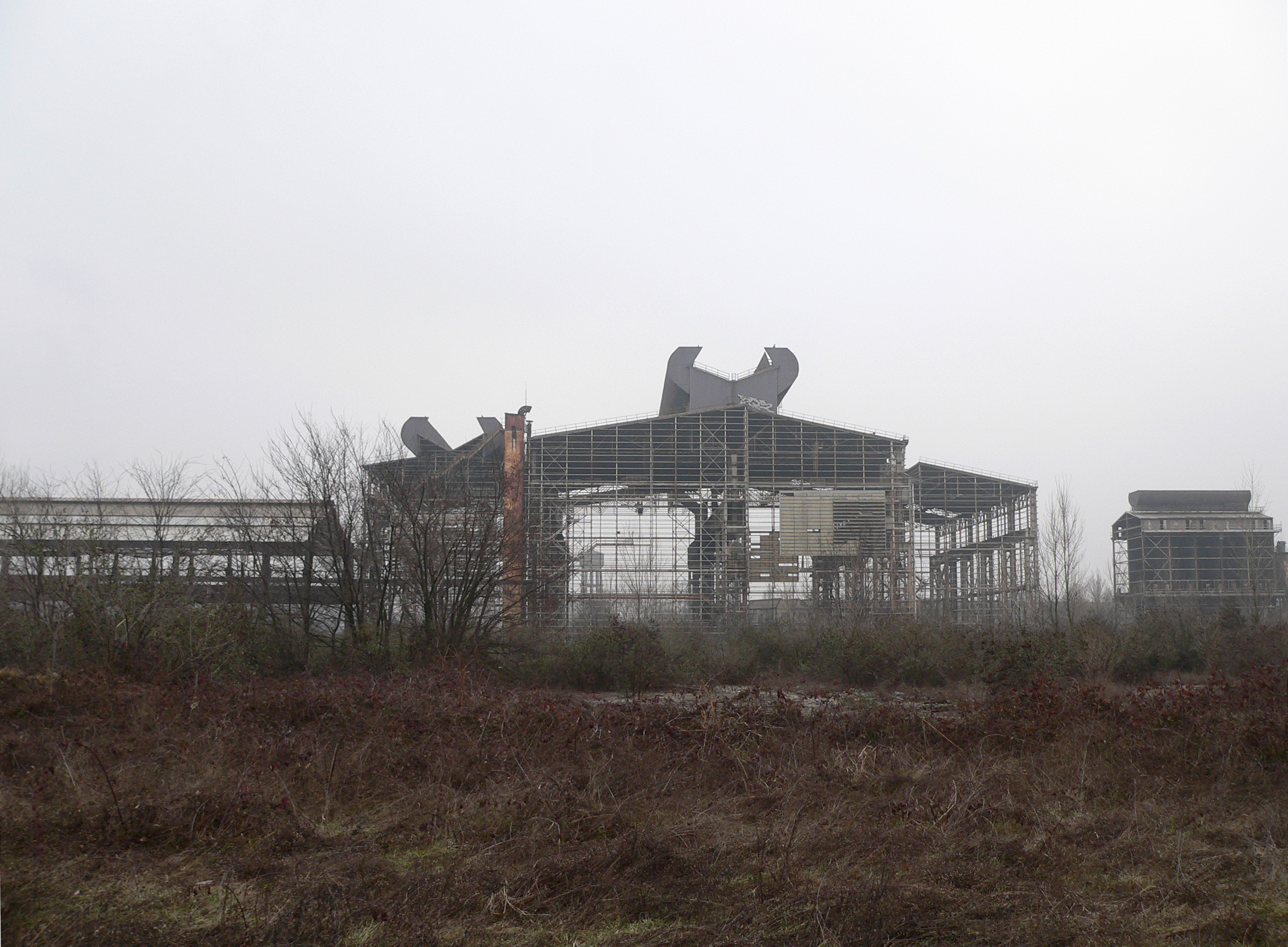
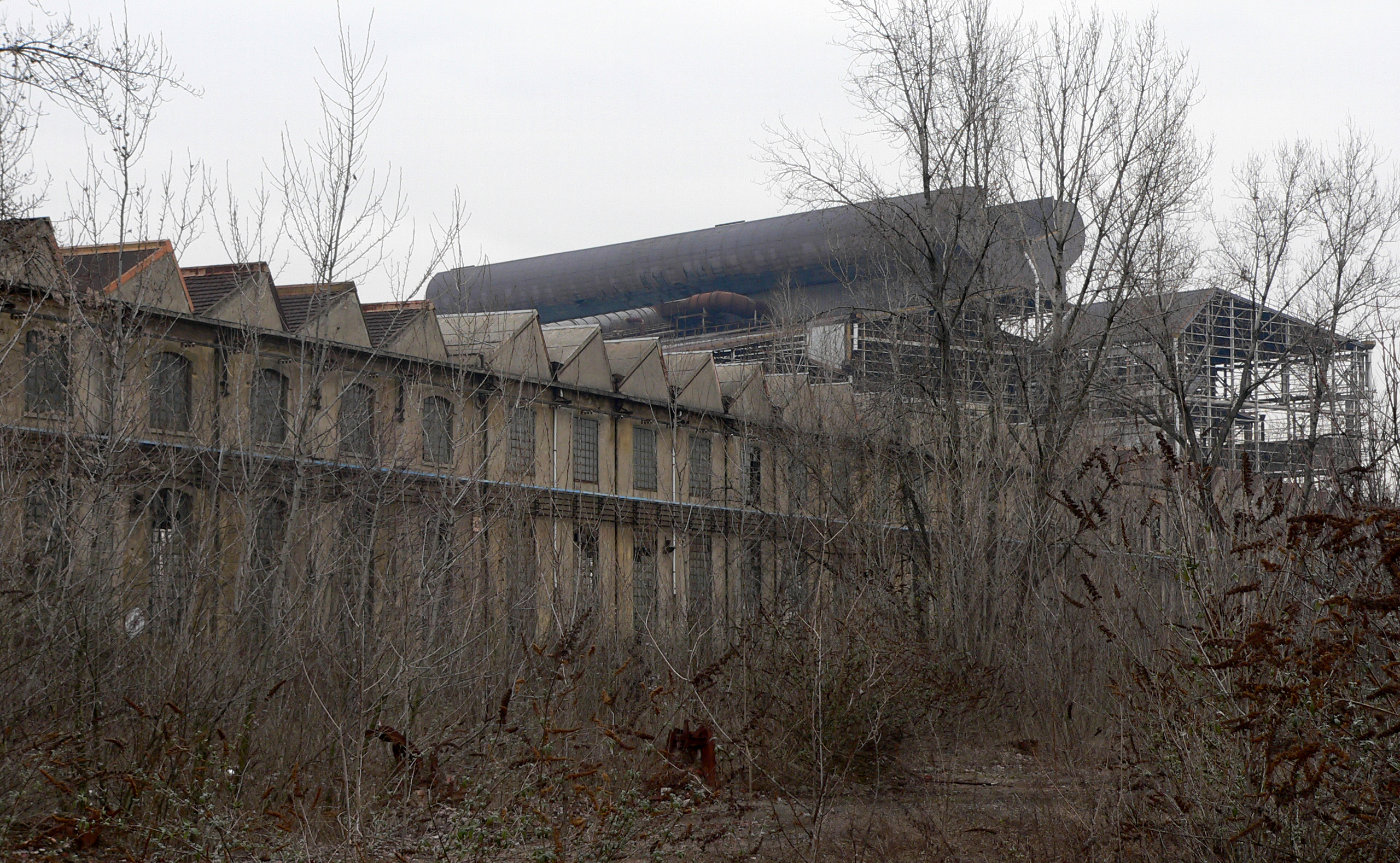
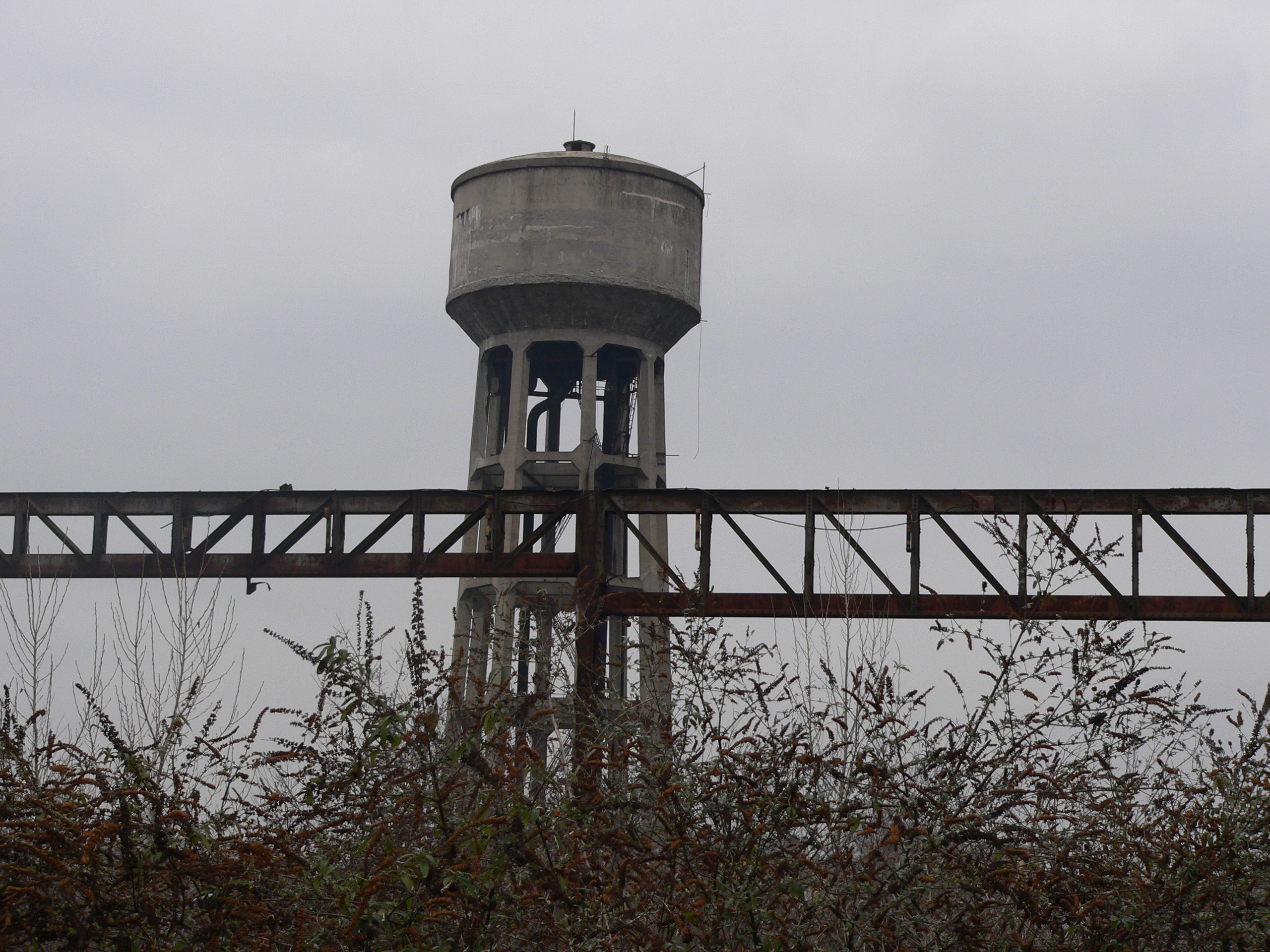
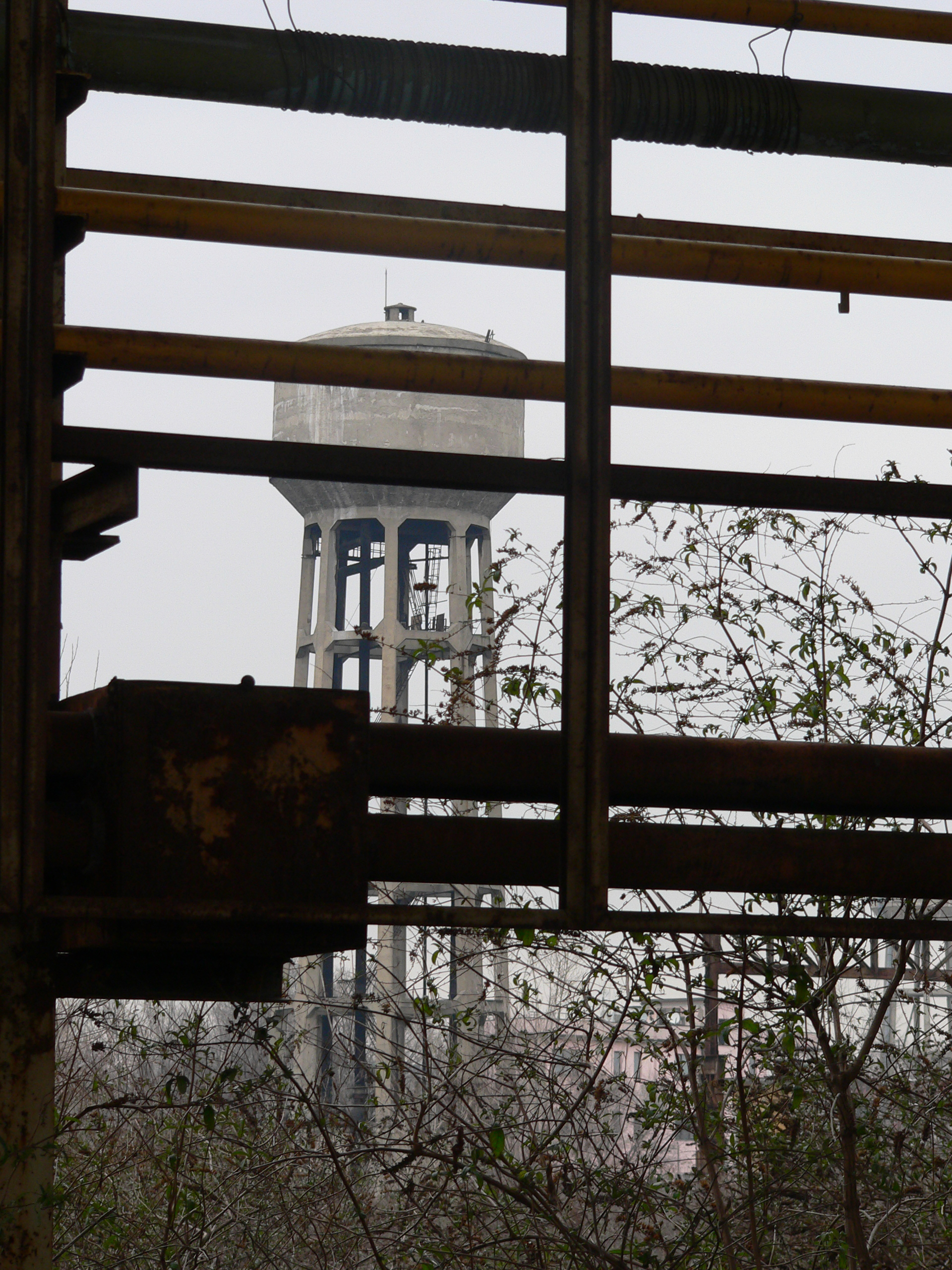
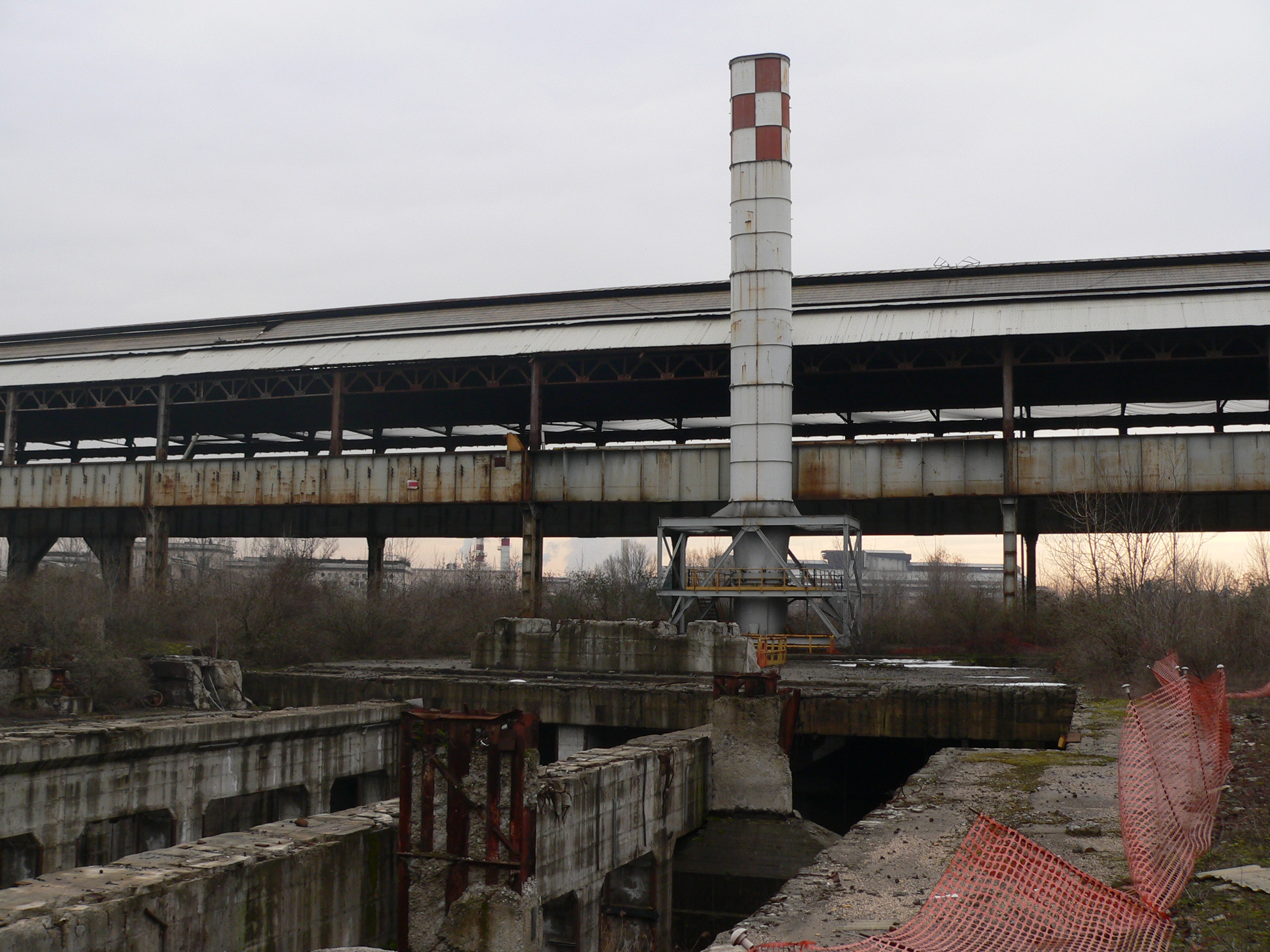
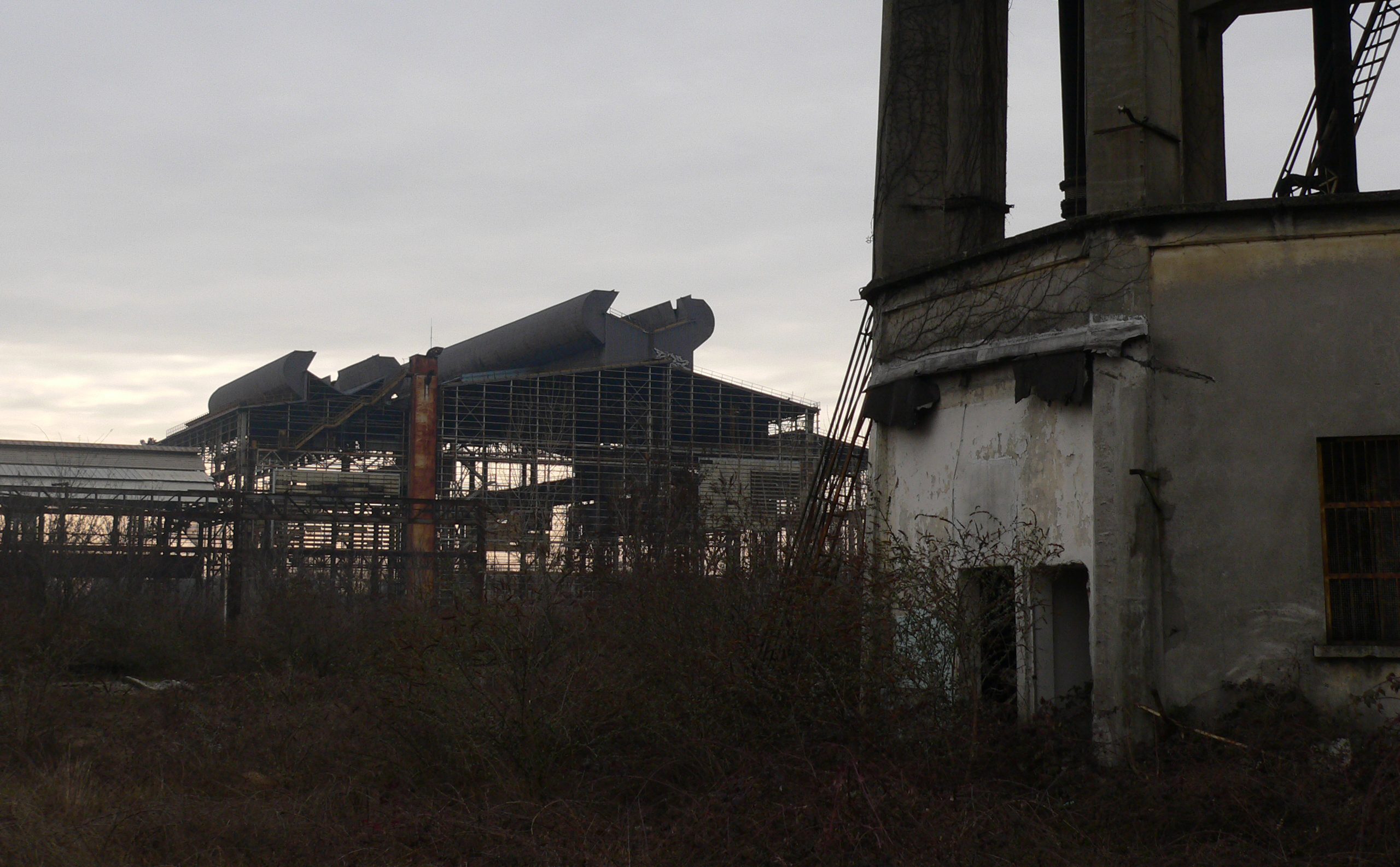
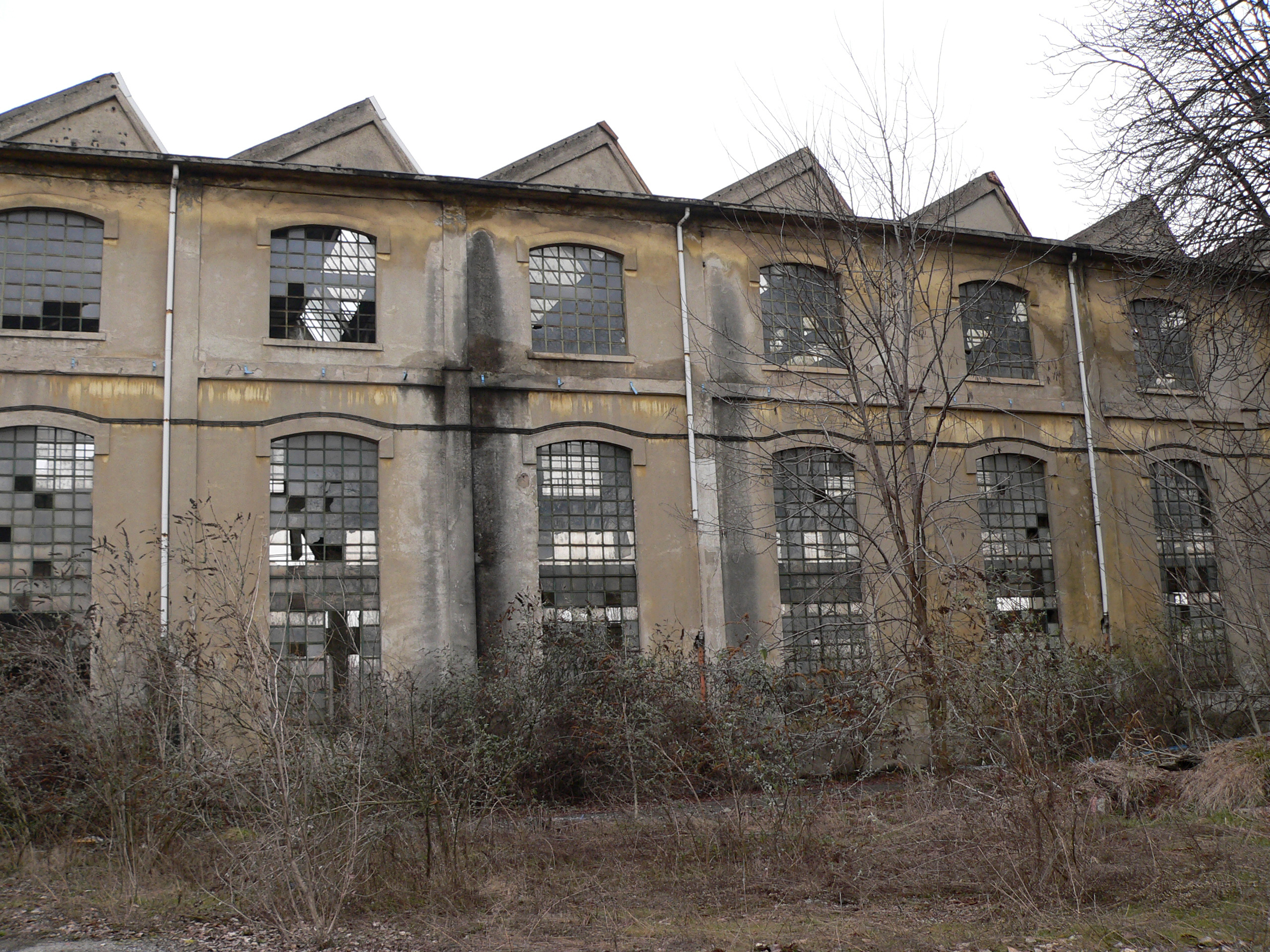
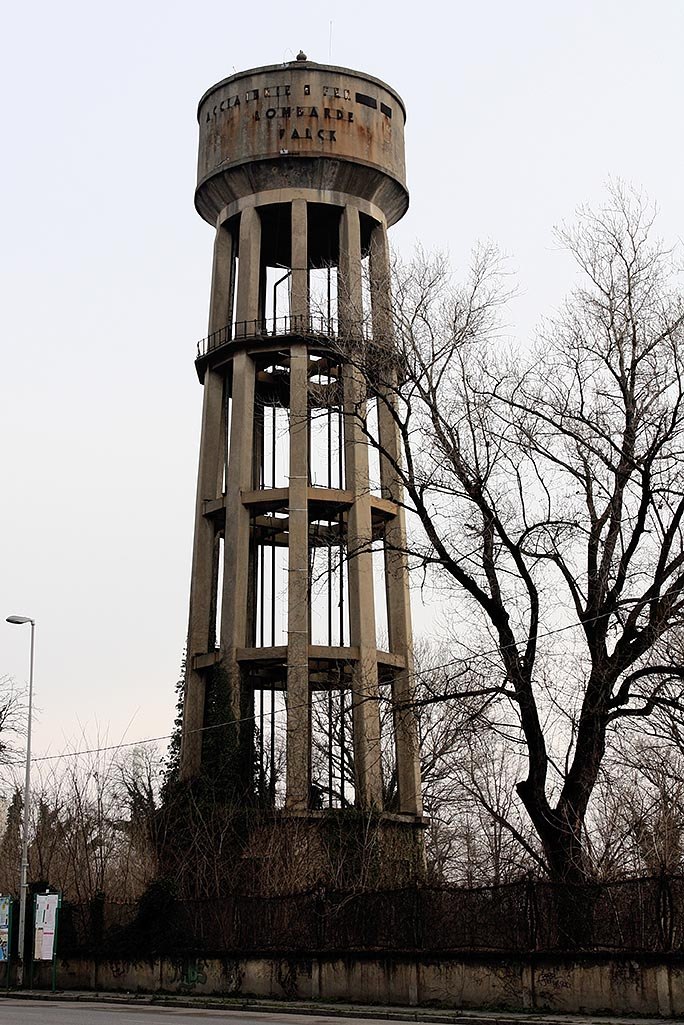
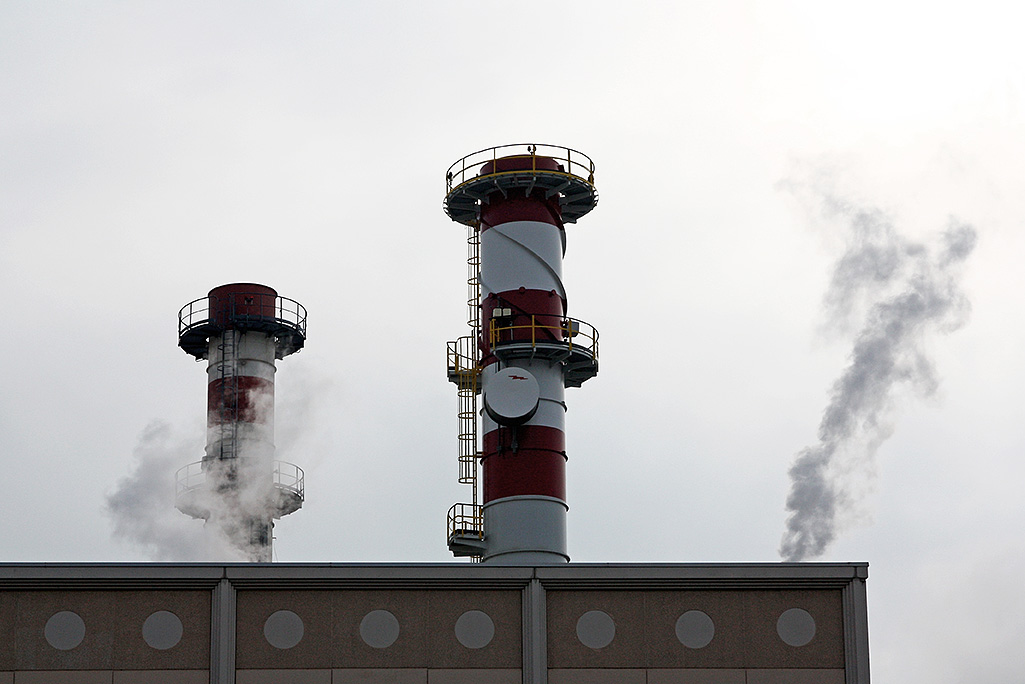
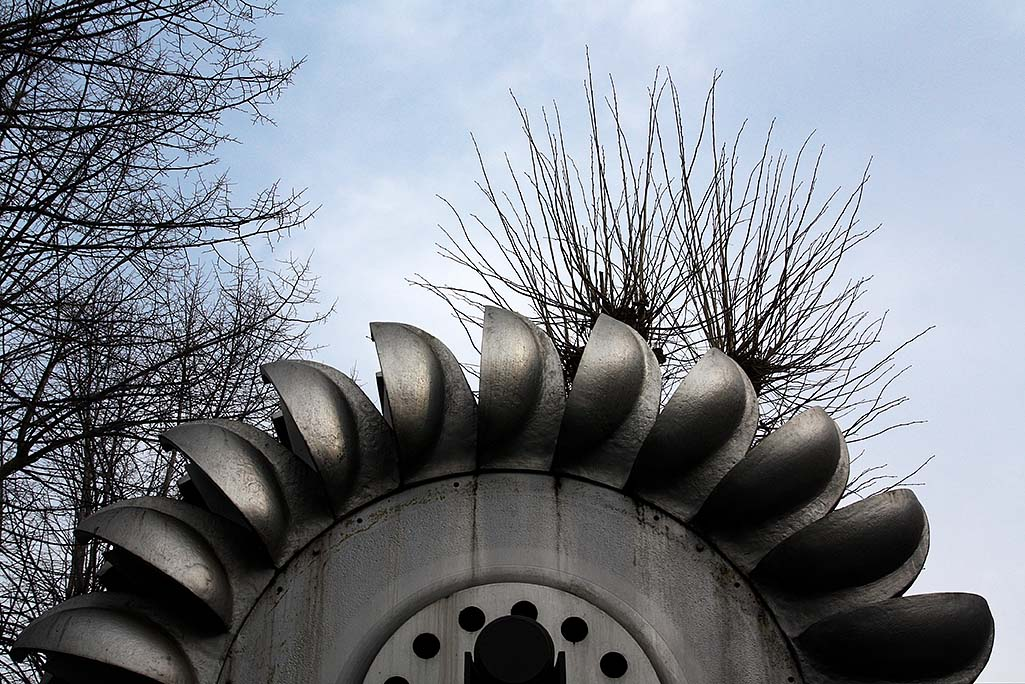
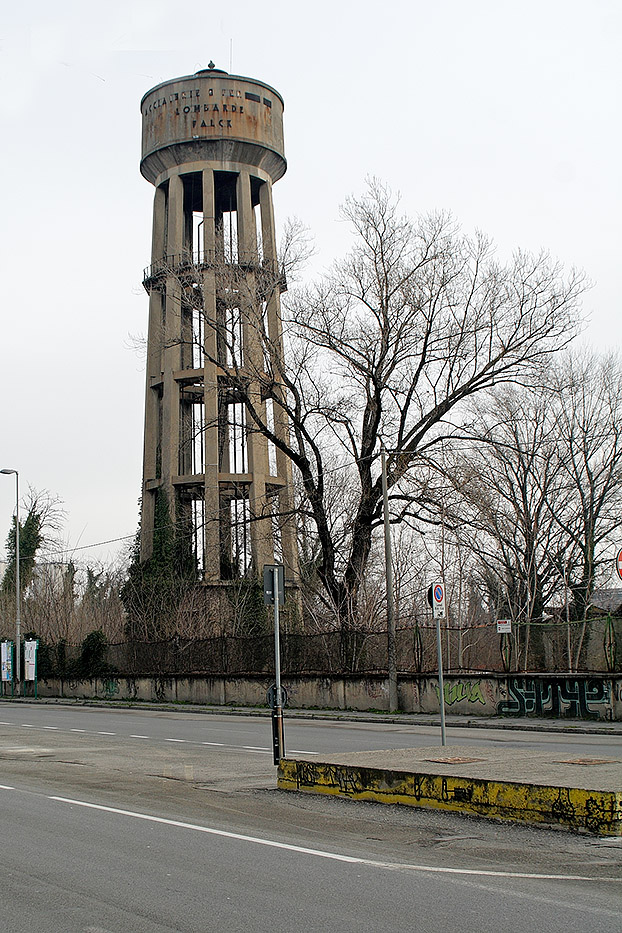
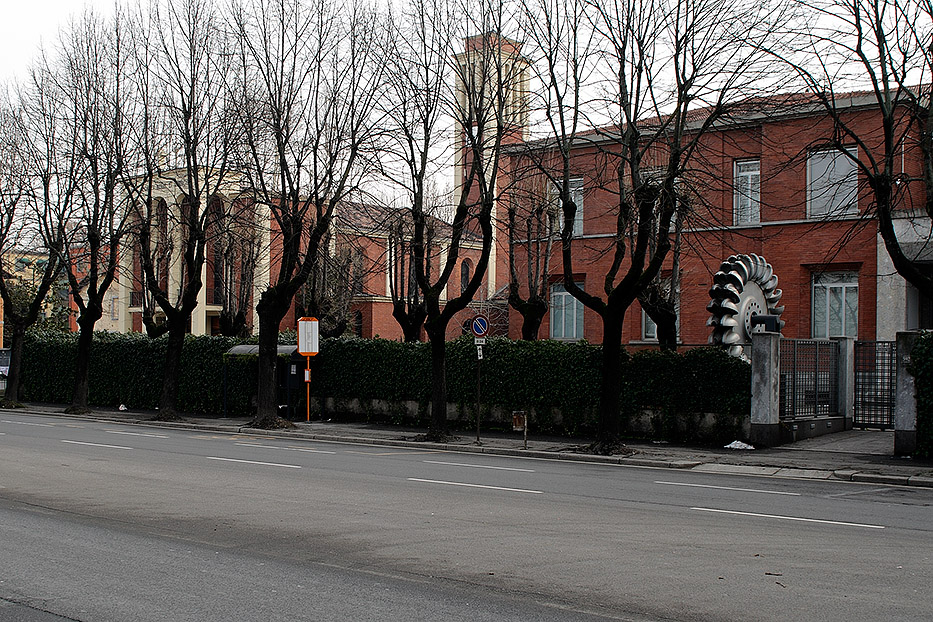
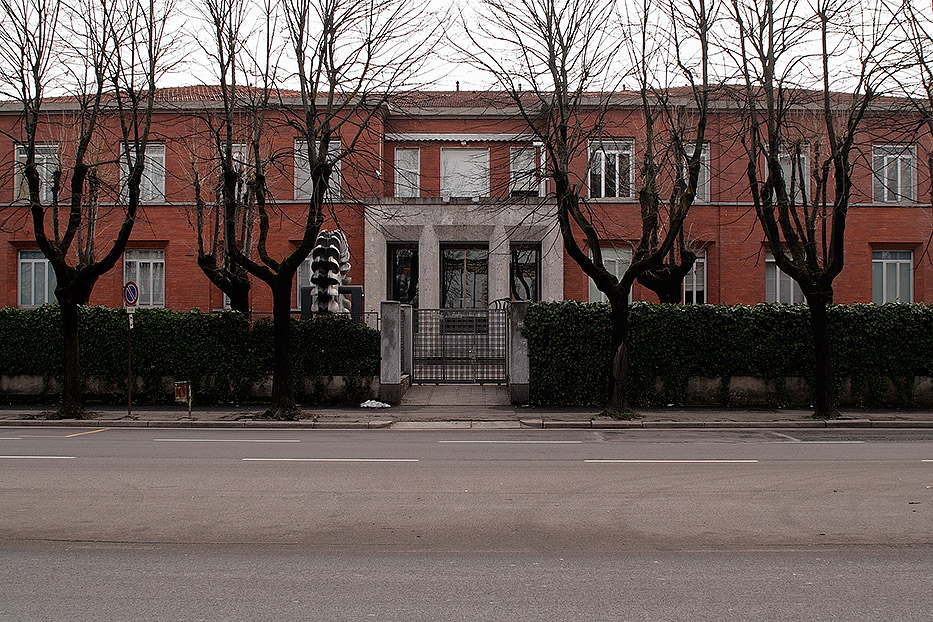
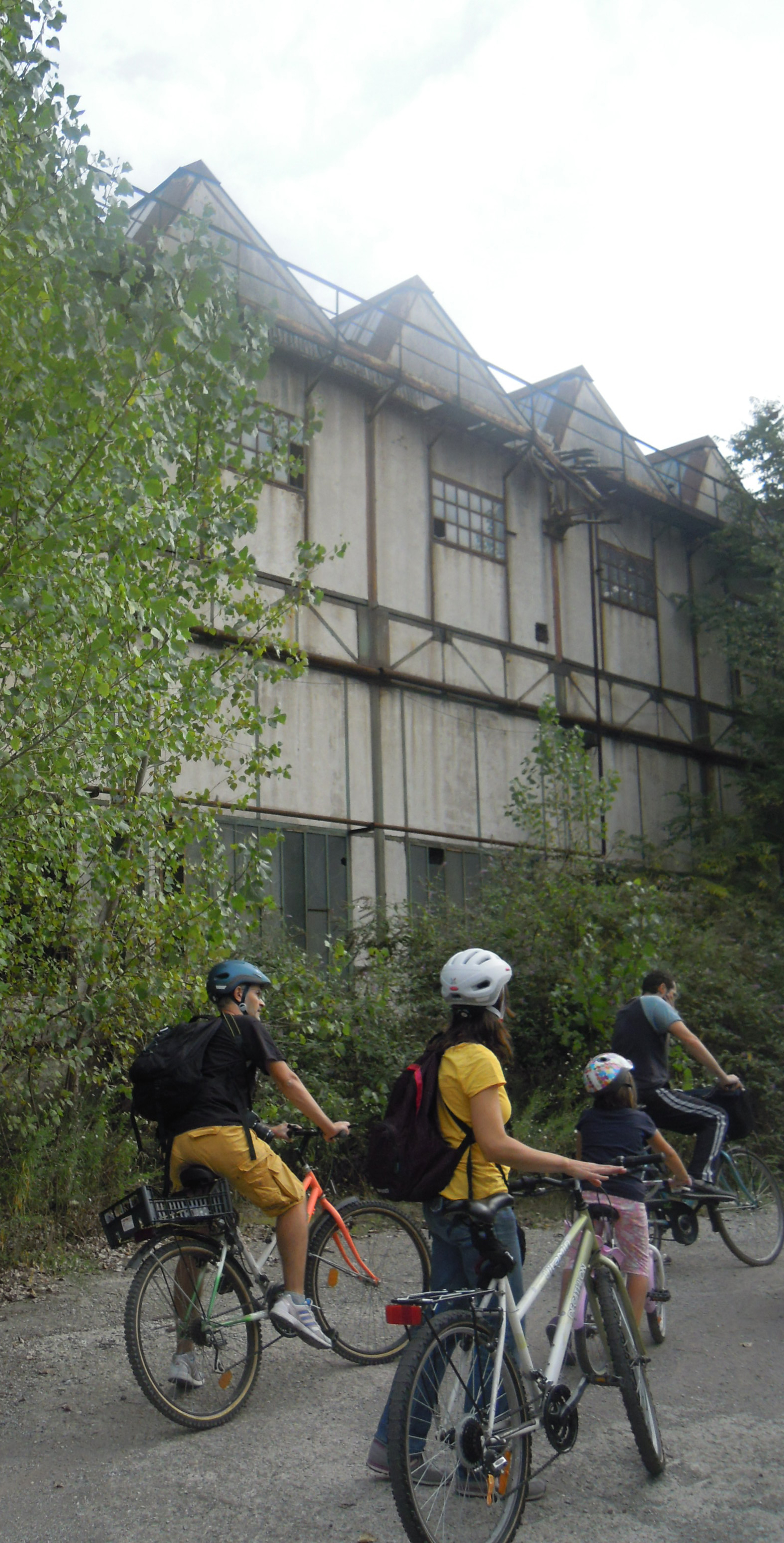

#### Stabilimento Concordia

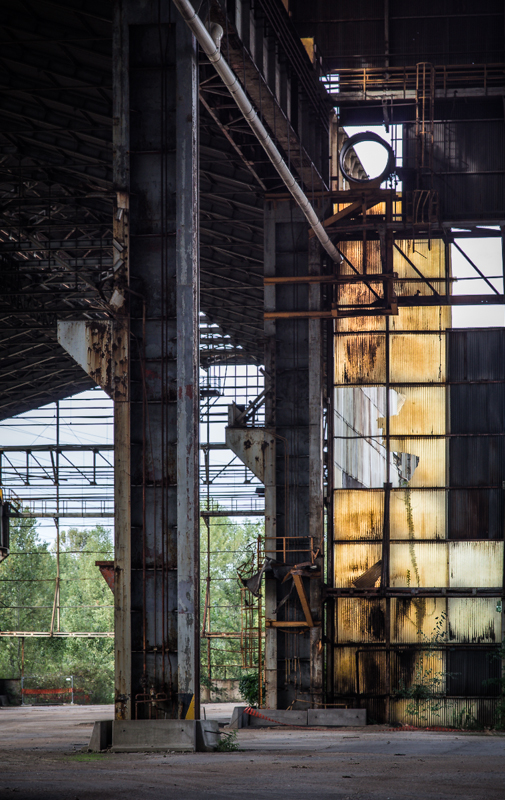
Interno dello stabilimento T5 del comparto Concordia

A est del viale Italia, si sviluppava il comparto Concordia, inaugurato nel 1965 dal Presidente della Repubblica Giuseppe Saragat. Il comparto disponeva di due forni elettrici da 120 tonnellate, con tutti i servizi necessari per la carica dei rottami, la fusione delle scorie, i mezzi per il sollevamento e la fossa di colata. Era anche presente un reparto bulloneria, prevalentemente con personale femminile, poi trasformato negli anni in magazzini generali. 

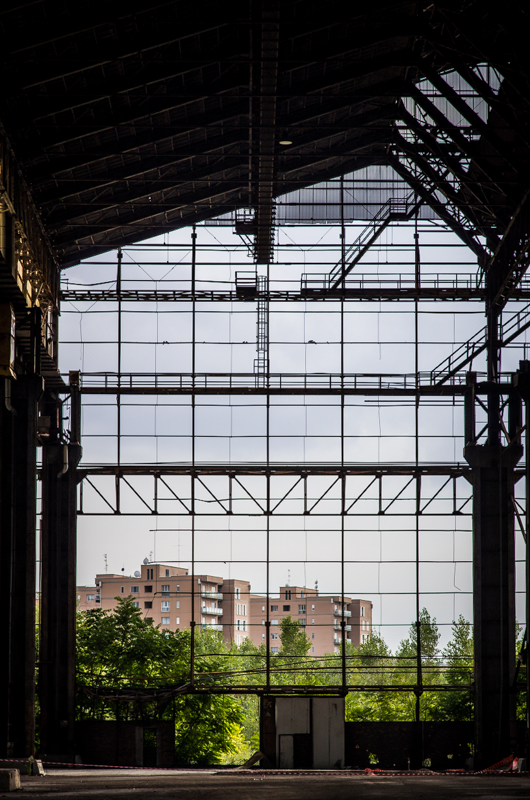
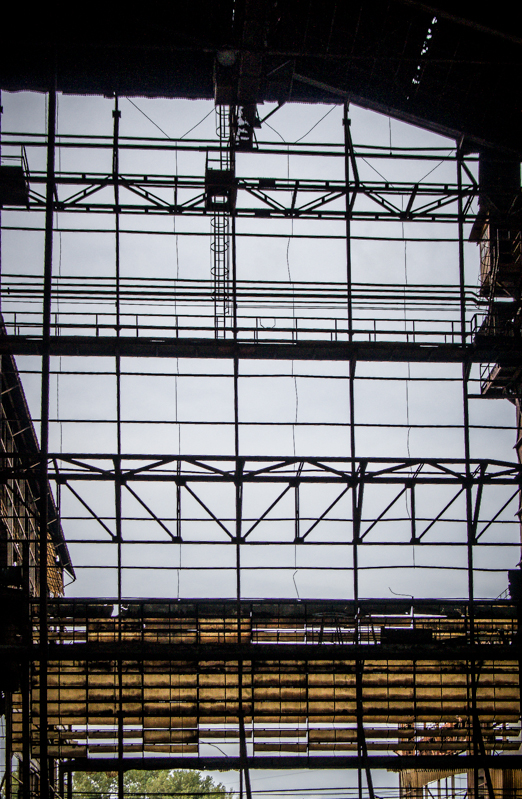
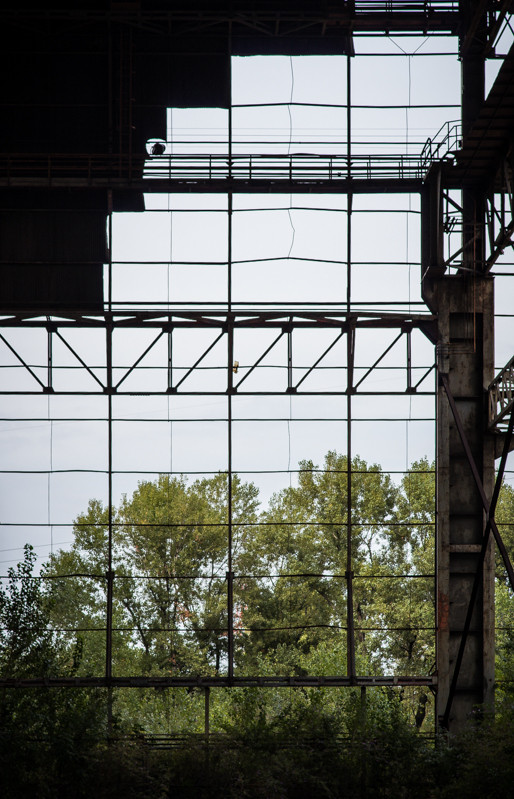
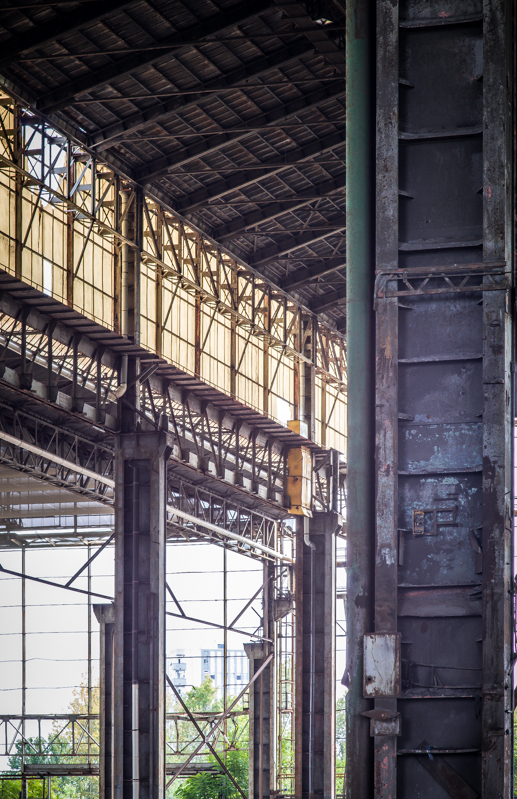
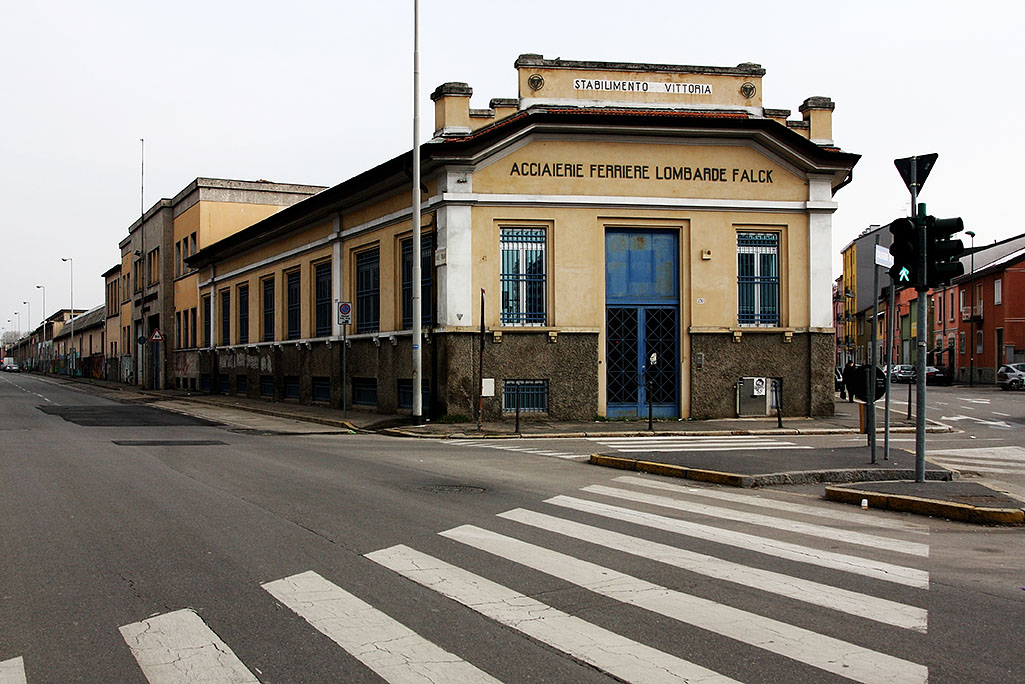

#### Stabilimento Vittoria
Lo stabilimento Vittoria era il più piccolo fra gli stabilimenti Falck a Sesto San Giovanni, con una superficie originaria di 32.000 m2, diventati 100.000 con lo stabilimento Vittoria Bliss. Lo stabilimento dava lavoro a circa 800 persone ed erano presenti trafilerie e corderie per la produzione di corde e fili d'acciaio e rame. Erano inoltre presenti smalterie e laminatoi a freddo per la realizzazione di nastri in ferro e acciaio e un'officina con presse per la fabbricazione di minuterie metalliche.
In fase di trasformazione, la zona è fortemente connotata dalla presenza dello stabilimento.

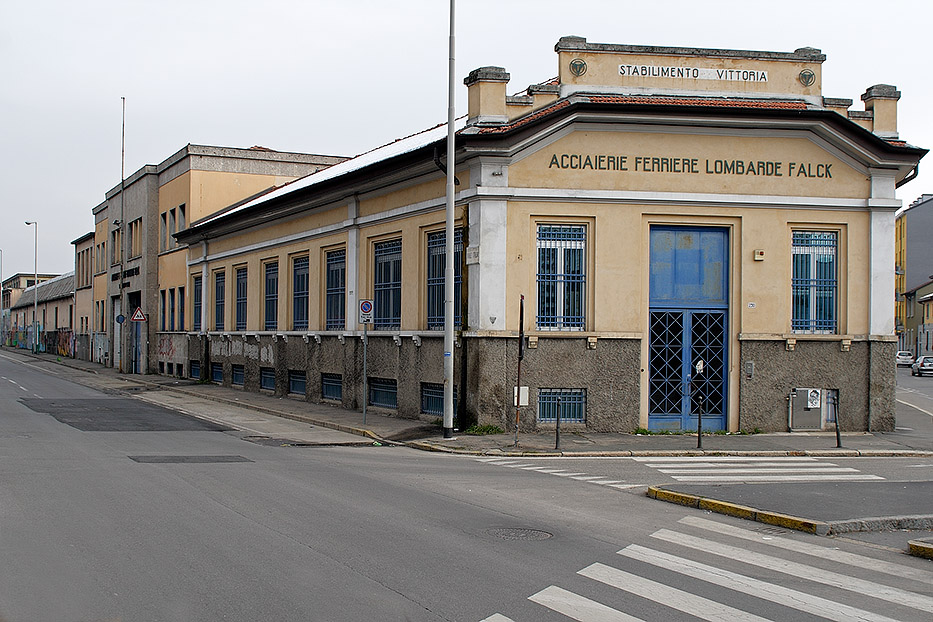
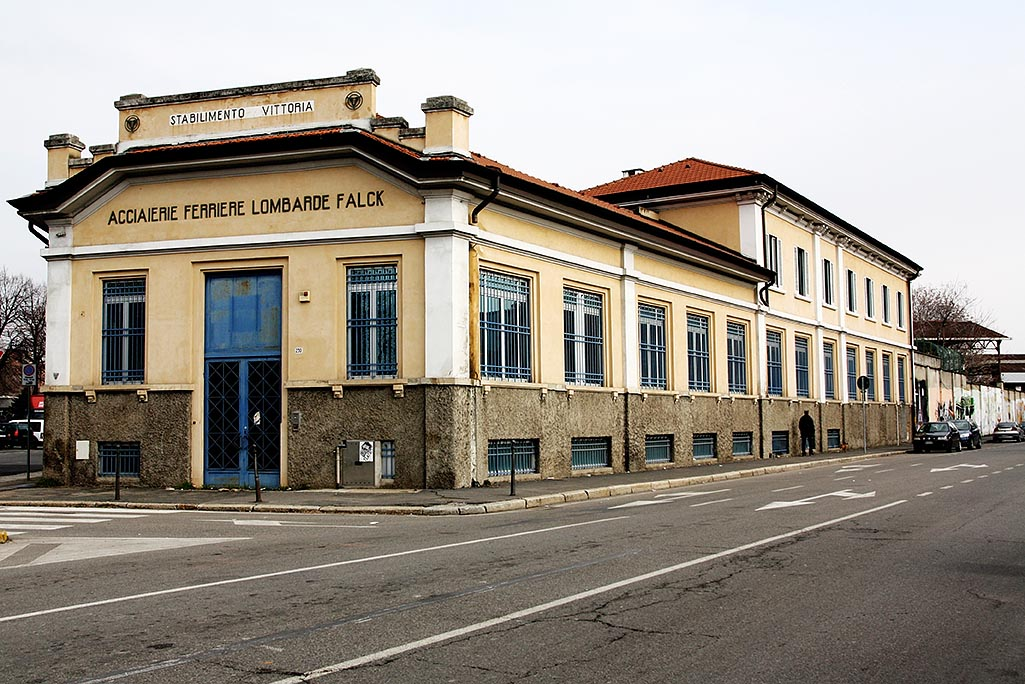

### Vobarno
Nei primi anni post-unitari sorge a Vobarno (BS) e comincia a produrre la “Ferriera italiana” (1868), fondata da Giuseppe Ferrari con capitali di facoltose famiglie milanesi, ma questa grande struttura industriale passa presto di mano ad un altro milanese, Angelo Migliavacca (1873) e nel 1906 entra a far parte della Società Anonima Acciaierie e Ferriere Lombarde: nel 1931 diverrà “Falck”. Tutto il ‘900 vobarnese è stato contraddistinto dalla presenza della grande industria, che con i suoi ritmi e le sue politiche ha assicurato un certo grado di benessere all'intera zona, indirizzando lo sviluppo del paese e condizionandone, nel contempo, le dinamiche sociali. La crisi del settore siderurgico e le contrazioni del mercato, oltre alla crisi stessa del Gruppo Falck, in anni recenti hanno determinato la cessione dello stabilimento (1996) ad altri gruppi industriali, inducendo nuove prospettive imprenditoriali e nuove problematiche sociali. Lo stabilimento è stato smantellato e le aree dismesse sono state solo in parte destinate ad altre attività produttive; hanno trovato posto edifici residenziali, una piazza e servizi pubblici, fra cui la biblioteca comunale.
Ferreria Falck di Novate Mezzola (SO)
Qui si produceva una speciale lega ferro cromo ad altissima concentrazione. Questo stabilimento era l'unico utilizzato nella produzione di questo particolare prodotto in tutta Italia. Lo stabilimento chiuse i battenti fra il 1990 e 1991 in seguito alla prescrizione di molti interventi di risanamento ambientale imposti dal Ministero dell'Ambiente.
In tempi più recenti ed dopo varie vicissitudini l'area ex-Falck di Novate Mezzola (SO) torna a far discutere, i cittadini di Novate Mezzola costituitosi in un Comitato denominato Comitato Salute Ambiente Valli e Lago, chiede la bonifica della zona che temono per l'incessante minaccia la salubrità dei luoghi e della falda acquifera.

## Società controllate nel tempo
- Falck Acciai-CNS SpA, siderurgia
- Itla-RTL SpA, siderurgia
- Actelios SpA, biomassa
- Falck Renewables, energia eolica
- Riesfactoring SpA (controllata), servizi finanziari
- Officine Moncenisio, controllata nel periodo fra le due guerre mondiali

## Archivio
L'archivio storico del Centro ricerche e controlli della Falck è disponibile e consultabile presso l'ISEC.